# PewDiePie
费利克斯·阿爾維德·烏爾夫·谢尔贝里（瑞典語：Felix Arvid Ulf Kjellberg，發音：[ˈfěːlɪks ˈǎrːvɪd ɵlf ˈɕɛ̂lːbærj] ⓘ，英語：/ˈʃɛlbɜːrɡ/、SHEL-burg；1989年10月24日—），網名PewDiePie（/ˈpjuːdipaɪ/、PEW-dee-py），瑞典籍YouTuber，以拍攝遊戲遊玩影片與喜劇格式節目聞名。
谢尔贝里在瑞典哥德堡出生長大，於2010年註冊了他的YouTube頻道「PewDiePie」，主要發布恐怖和動作電子遊戲的遊玩影片。在接下來幾年中，他的頻道知名度大幅成長，成為2012年和2013年訂閱數增長最快的頻道之一，並於2013年8月15日成為订阅人数最多的YouTube频道。隨著時間的推移，他的內容題材也變得多樣化，跨足Vlog、喜劇短片、固定節目和音樂影片。
2019年，他與T-Series公開競逐訂閱數冠軍的頭銜，惟在數次短暫交鋒後，由T-Series取得勝利。PewDiePie目前是訂閱數第五多的頻道；在個人經營用戶中為第二多。2014年12月29日至2017年2月14日，該頻道的總觀看次數為全平台最多，目前排名第24；在個人頻道中排行第六。截至2025年1月，他的頻道擁有超過1.1億訂閱者，並獲得294.75億以上的總觀看次數。谢尔贝里在YouTube上的聲望和廣泛的媒體報導使他成為最著名的線上人物和內容創作者之一。他經常被媒體描繪為YouTube的虛位領袖，堪稱遊戲文化的代名詞。由於觀眾和媒體的關注，他對独立游戏的報導常引起奧花效應，從而促進了該遊戲的銷售。2016年，《時代》雜誌將他評選為全球百大最具影響力的人物。

## 早年經歷

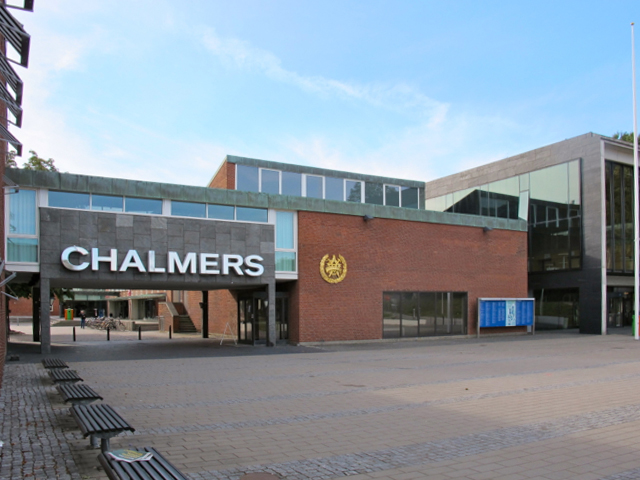
谢尔贝里就讀的查爾摩斯工學院

1989年10月24日，谢尔贝里在瑞典西约塔兰省哥德堡出生，母親洛塔·克莉絲汀·約翰娜（Lotta Kristine Johanna）是前時裝連鎖店KappAhl的資訊總監，父親烏爾夫·克里斯蒂安·谢尔贝里（Ulf Christian Kjellberg）則是軟件公司Inobiz的行政總裁，他同時有一個名叫范妮（Fanny）的姐姐。
谢尔贝里在童年時對藝術頗感興趣，會畫馬力歐和音速小子等受歡迎的電子遊戲人物，還對Adobe Photoshop充滿熱忱，他希望使用該程式不只是在學校從事照片處理工作。在高中期間，他經常翹課窩在房間或與朋友在網咖玩電子遊戲。在高中的最後一年，他將賣祖母畫廊的藝術品賺來的錢買了一台電腦。2008年，他從哥德堡私立學院畢業，接著在查爾摩斯工學院攻讀產業經濟與技術管理，但於2011年退學。據報導他離開工學院的原因是為了專注於他的YouTube事業，但他於2017年澄清是對於課程內容缺乏興趣，並表示離開大學而去從事YouTube事業這種說法真「他媽的荒謬」。
在離開工學院後，他懷著熱情參加Photoshop競賽，並且差點能在斯堪地那維亞著名的廣告公司實習。他也對在YouTube創作內容充滿興趣；在與學徒資格無緣後，他將自製的限量Photoshop印刷品售出，以購買一台能負荷影片剪輯的電腦。儘管他的父母極力反對並說「整天坐在家中玩電腦，不會帶給你任何生活」，但谢尔贝里依然繼續拍攝影片。

## 網路事業

### 2010年－2012年：早年
谢尔贝里於2006年12月20日以「Pewdie」為名註冊了一個YouTube帳戶；他解釋，「Pew」代表雷射聲，「die」代表死亡。這個頻道截止至2025年1月共有46.4萬位訂閱者,由於忘記了原本帳號的密碼，他於2010年4月29日註冊了如今的「PewDiePie」YouTube頻道。離開查爾摩斯工學院後，他的父母拒絕為他提供經濟支持，因此他透過出售他的Photoshop藝術作品並在熱狗攤工作籌措早期影片的資金。谢尔贝里說，製作影片的能力對他而言比得到有名望的工作更為重要。五年後，谢尔贝里回憶道：「我知道人們也很擅長做其他領域的影片，但是在遊戲方面卻還沒一個人，而我當時還不知道可以從中賺錢。它從不像一個正規的職業能叫我退學來追求。這只是我喜歡做的事。」
在成為YouTube創作者的早年，谢尔贝里專注於評論、遊玩各類電子遊戲，大部分以恐怖和動作類型的主流遊戲為主，如《當個創世神》、《決勝時刻》等；其中他又以遊玩《失忆症：黑暗后裔》及其相關模組特別出名。從2011年9月2日開始，他開始以《PewDiePie的星期五時間》（Fridays with PewDiePie）為標題發布每週一次的Vlog。2011年12月，谢尔贝里擁有約6萬個訂閱者，到2012年5月9日達到50萬。在獲得70萬訂閱時他前往洛尼克會議（Nonick Conference）公開演講。頻道訂閱數在2012年7月11日達到一百萬，9月份時再突破二百萬，10月，OpenSlate將PewDiePie評選為第一名的YouTube頻道。12月，谢尔贝里與多頻道聯播網創客工作室簽約。在與創客建立合作夥伴關係之前，他亦曾與其競爭對手引擎電影簽約。谢尔贝里表示他在引擎電影裡感到被忽視，並對他們的待遇覺得沮喪，所以聘請一位律師幫他解除與其的契約。
谢尔贝里在早期影片中曾使用關於强姦的笑話，讓他招致批評和爭議。2012年10月，他在Tumblr貼文寫道：「我只想表明我不會再在講強姦笑話，正如我之前提到的那樣，我不想傷害任何人，如果有的話，我深表歉意。」《環球郵報》說：「與許多年輕的遊戲玩家不同，他傾聽粉絲和評論家的意見，並果然終止開強姦笑話。」
他最古老的影片《Minecraft Multiplayer Fun》於2010年10月2日上傳，該影片以使用瑞典語交談而不是他後來常用的英語而獨樹一幟。截至2021年4月，該影片的觀看次數已超過1870萬。在這些玩遊戲的影片中，谢尔贝里表示「當時我很害羞」，並補充：「讓我覺得很奇怪，獨自一人坐在房間裡對麥克風講話。那在當時是前所未聞的，也沒有人真正做到這一點。」《PewDiePie的星期五時間》是谢尔贝里在其YouTube事業開始之初上傳的一組著名影片系列。與Let's Play影片不太一樣，該系列常收錄Vlog及以本人的身分完成觀眾的請求。謝爾貝里最高觀看數中的許多影片是他玩遊戲的精選集錦，如《搞笑蒙太奇》（A Funny Montage），它於2013年6月上載，直到2018年才換位。

### 2013年－2015年：成為最多訂閱數用戶並持續增長

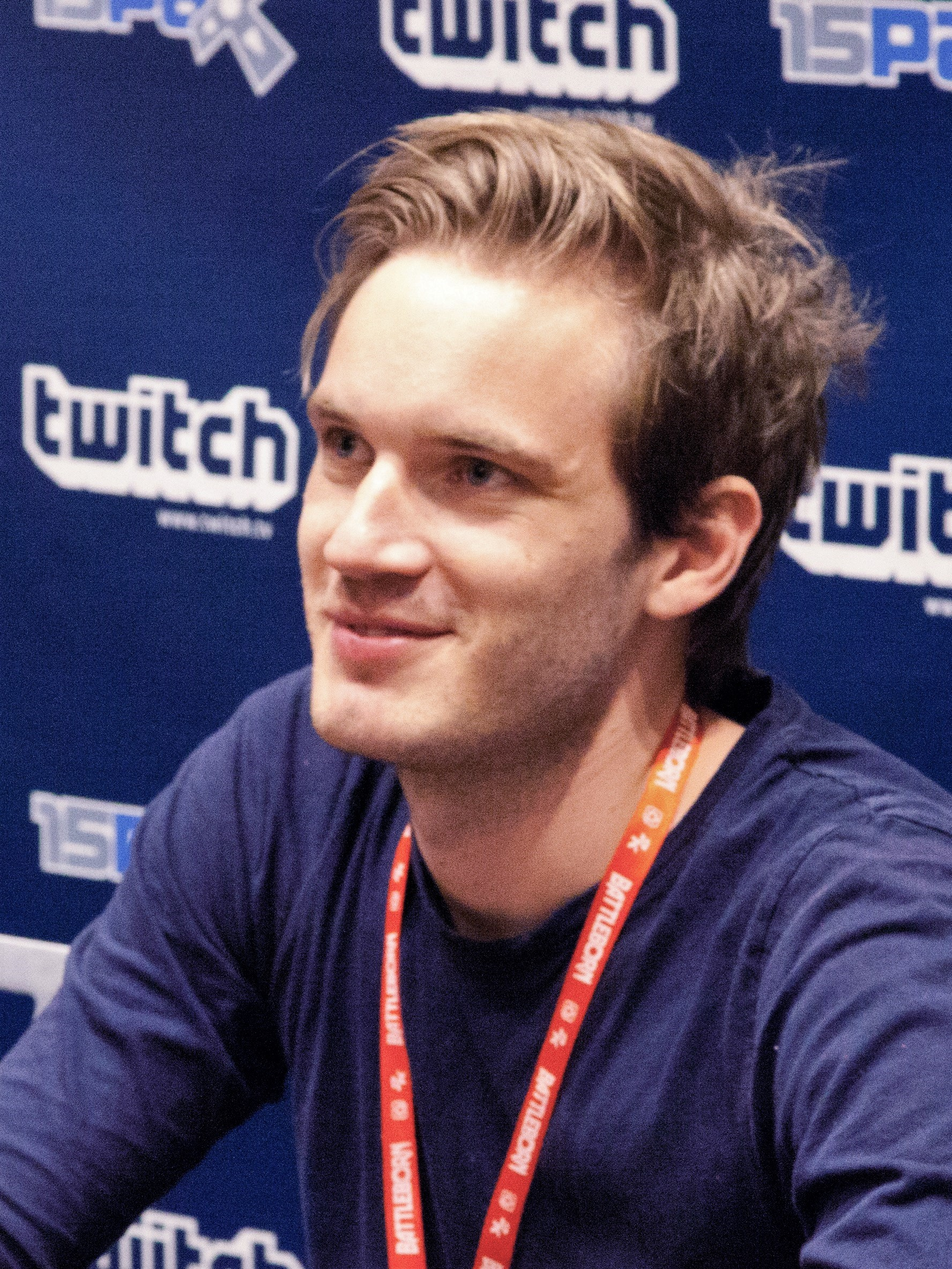
PewDiePie于2015年PAX游戏展

2013年2月18日，谢尔贝里的頻道突破了500萬訂閱大關，4月得到600萬時被《紐約時報》報導。2013年5月，在新加坡舉行的首屆Starcount社群之星獎中，谢尔贝里贏得了「瑞典社群之星獎」及「最熱門的社群節目」，當時與其競爭的對手主要有珍娜·瑪柏、Smosh和托比·特納。2013年7月，他的訂閱人數超越了珍娜·瑪柏的紀錄，成為YouTube第二大訂閱人數的頻道，並在7月9日達到1000萬訂閱者。8月，谢尔贝里與創客工作室的子網路Polaris簽約。Polaris的功能是重啟創客的遊戲網路Game Station。
2013年8月15日，他以接近1200萬的訂閱數，奪去Smosh手中長期佔領的YouTube訂閱人數第一名的寶座，並獲得了金氏世界紀錄證書。雖然已經成為第一名，但頻道的訂閱人數仍然沒有停止成長，在同年11月再增加300萬，達到1500萬，但在突破1500萬的翌日，紀錄被YouTube的官方頻道YouTube聚光燈超越。同月，谢尔贝里表示他不喜歡YouTube的新留言系統，並關閉了所有影片的留言功能。後來在2013年12月，PewDiePie再度超越YouTube聚光燈，成為YouTube上最多訂閱數的頻道。在2012年至2013年中，PewDiePie一直是YouTube上進展最快的頻道。他在2013年的訂閱數從350萬飆升至1900萬，平均每1.037秒就能獲得一個新訂閱者。《告示牌》雜誌報導說，該頻道在2013年得到的訂閱數比其他任何頻道都還要多。此外，在2013年下半年，他獲得了近13億次的影片觀看量。
谢尔贝里本以評論恐怖電子遊戲出名。在2014年，無論類型如何，他開始對他有共鳴的部分發表評論。 Kotaku寫道：「PewDiePie不再侷限在恐怖遊戲，他現在正積極探索更多不同的事物。」2014年3月，谢尔贝里改變了自己的影片製作模式，宣布他將會縮減上傳的頻率。谢尔贝里也拒絕僱用編輯幫助他推出影片，稱：「我希望YouTube成為YouTube。」2014年8月，創客工作室面向iPhone發布了官方的PewDiePie應用程式，可讓觀眾觀看、創建自定義最愛影片並與他人共享。那月晚些時候，谢尔贝里在影片中宣布他將永久禁用其YouTube影片上的留言功能，他認為大多數留言都是他不樂見的垃圾訊息和宣傳文。禁用留言後，谢尔贝里持續利用Twitter和Reddit與觀眾互動。10月13日，他允許觀眾能在得到他批准的情況下留言，以便將想發表評論的觀眾導向至Broarmy.net論壇網站。他在後來的影片中說，關閉留言區使他變得更快樂。谢尔贝里也開始將他與電子遊戲評論員「CinnamonToastKen」肯尼斯·莫里森（Kenneth Morrison）聯合主持的影片系列《BroKen》上傳至串流平台MLG.tv。
2014年10月，谢尔贝里暗示他有可能不會與創客工作室續約（於2014年12月到期）。他曾對工作室的母公司迪士尼表示喪氣，也考慮過推出自己的聯網的選項。鑒於新聞媒體報導了他對創客的不滿，他在Twitter推文說：「我覺得自己被《華爾街日報》誤解了，我對創客為我所做的一切感到非常滿意。」谢尔贝里最終選擇繼續在創客下創作影片，因而促成了PewDiePie專屬官方網站、應用程式和線上商店的誕生，而谢尔贝里則促進了創客的媒體利益，並共享他的YouTube廣告收入。在2014年，謝爾貝里的帳號累積了1400萬個訂閱和41億的影片觀看次數，這在當時冠絕群倫。據Social Blade報導，2014年12月29日，PewDiePie已累積超70億的總觀看次數，成為該網站上總觀看次數最多的頻道。在2015年7月，據紀錄他的影片每月獲得超過3億次觀看。9月6日，他的YouTube帳號成為史上第一個超過100億次影片總觀看次數的用戶。

### 2015年－2017年：YouTube節目、多頻道網路及風格轉變
在2016年末和2017年初，為響應YouTube對演算法進行的改動，谢尔贝里上傳了一系列影片，將重點聚焦在影片的觀看時數表現上，而這正好減輕了平台變革對收視率的的負面影響。在其中一支影片，他誇口表示一旦頻道達到5000萬訂閱，他就刪除自己的頻道，而當時離這一里程碑並不遠；谢尔贝里也製作了一支影片，要求觀眾幫助該影片達到100萬個讚（喜歡），諷刺的是他很快實現了。之後他也實現了100萬個倒讚（不喜歡）的影片。截至2021年5月21日，該影片有超過450萬的不喜歡，是谢尔贝里最多倒讚的影片，在全平台中排行第八；在另一支影片中，谢尔贝里要求觀眾留100萬條言，這引起了人們的關注，並一度擁入逾500萬條留言，但後來許多留言已被刪除。截至2021年5月21日，該影片目前已有約171萬條留言。到2017年初，他已上傳3500多支影片到自己的頻道，其中約400支設為私人。
《紐約時報》回顧指出，在2015年，谢尔贝里的影片風格發生變化：「他開始擔負更高的風險。他依然繼續玩電子遊戲，但他開始嘗試病毒式挑戰、嘲弄其他YouTuber及評論粉絲提交的迷因。」 而谢尔贝里將這段時期歸因於其當時不成熟、厭倦一直打電玩、YouTube平台的激勵措施及人們相信他頻道的增長已逐漸停滯。一支為這一轉變的代表影片中，谢尔贝里朗讀了迪士尼電影《冰雪奇缘》角色的情色同人小說。據報導，時任华特迪士尼公司執行長羅伯特·艾格對該影片感到非常憤怒，這使谢尔贝里面臨與迪士尼子公司創客工作室的合約危機。2015年9月，谢尔贝里透露他正在洛杉磯拍攝一部网络电视劇，並自己在劇中扮演的角色。該系列後來公開，是名為《嚇唬PewDiePie》（Scare PewDiePie）的原創YouTube Red系列。影集於次年2月首播。
2016年1月，谢尔贝里宣布與創客工作室創辦子網路「Revelmode」，將在YouTube以原創系列展示給謝爾貝里和他的朋友們。達成協議後，創客工作室的負責人考特尼·霍爾特（Courtney Holt）表示他們很高興能與費利克斯二度合作。創辦子網路後，多位YouTuber也陸續加入此網絡，如「CinnamonToastKen」、「Marzia」、「Dodger」布魯克·索恩（Brooke Thorne）、艾瑪·布萊格麗、「Jacksepticeye」、「Jelly」傑勒·范菲赫特（Jelle van Vucht）、「Kwebbelkop」喬迪·范登畢榭（Jordi van den Bussche）、「Markiplier」、「Cryaotic」賴恩·特里（Ryan Terry）、「KickThePJ」和「Slogoman」約書亞·坦普爾（Joshua Temple）。
2016年，谢尔贝里影片風格的變化愈加明顯。如遊玩恐怖遊戲的Let's Play影片日益減少，幽默風格也轉向年幼觀眾通常不理解的冷幽默。他再次翻看了自己的舊影片，發現自己風格的改變，也對偶然使用諸如同性戀或弱智等貶義詞表示特殊的遺憾。2016年12月，Kotaku的帕翠西亞·埃爾南德斯（Patricia Hernandez）撰寫了有關他的風格改變的文章，並解釋說：「在過去一年中，PewDiePie的頻道產生了潛在的摩擦，因為谢尔贝里逐漸遠離締造他成名的許多事物。減少了像《失憶症》這類恐怖遊戲的『Let's play』」，並補充道：「可以肯定是，2016年的PewDiePie仍不成熟 […] PewDiePie最近影片的決定性方面是存在性焦慮，他描繪他正為完全無法控制或能理解的機器製作內容的慘淡現實。」同年12月2日，他上傳了一個影片，抒發他對無法解釋的訂閱和觀看次數損失問題的不滿。他表示，許多與YouTube工作的人不知道作為內容創作者會遇到的困難。對於這個問題，一位Google代表向Ars Technica回應指出「一些創作者對訂閱數量下降表示擔憂。我們發現創作者的訂閱人數並沒有減少，反而超過了正常人數。當觀眾退訂頻道或YouTube刪除垃圾訊息的帳號時，就會發生這種情況。」2016年12月8日，他的頻道吸引了5000萬人訂閱，為YouTube史上第一個達到如此成就之人，並在18日收到YouTube為獎勵他客製的專屬播放按鈕（創作者獎）。最終，谢尔贝里並沒有刪除他的PewDiePie頻道，而是刪除了他近期創辦的小頻道。根據Social Blade報導，2017年2月，他頻道的影片總觀看數被印度電影及唱片公司「T-Series」超越。

### 2017年－2018年：媒體爭議、直播及格式化節目
2017年1月11日，PewDiePie上傳了一段影片，評論自由工作者中介網站Fiverr所提供的服務。Fiverr上的自由工作者會列明他們的服務範圍，客戶則透過向他們支付費用來下訂各種服務；該段影片中，PewDiePie向印度籍Fiverr用戶「Funny Guys」下訂，要求他們高舉寫着「猶太人都去死」（Death To All Jews）的紙牌手舞足蹈；他表示其原意為向Fiverr上的自由工作者提出過分、離譜的要求，以嘲諷該網站提供的服務影片荒謬可笑、言過其實，未料到對方會照單全收。這段影片引起人們和媒體的非議與強烈抨擊，認為他的內容有益於助長法西斯主義、極右派、新納粹主義者及白人至上主义。2月12日，PewDiePie在Tumblr上發文，再三重申自己不支持任何形式的仇恨言論，指其影片僅為娛樂而不帶任何政治立場，亦無意冒犯他人，但為當中的冒犯性笑話感到抱歉。2月14日，《華爾街日報》報導指出，這並不是PewDiePie第一次在自己的影片中使用反猶太語言和圖像，宣稱PewDiePie自2016年8月起，曾經拍攝過9段含有反猶太主義或纳粹主义成份的影片，並在報導中擷取了相關片段，引發大量大眾媒體對PewDiePie涉嫌種族歧視一事廣泛的報道、批評。同時，迪士尼公司旗下的創客工作室和Google旗下的YouTube因以上爭議而中斷其與他的聯繫與合作關係，取消即將於同年3月播映的YouTube Red網絡節目《Scare PewDiePie》第二季，及將他從Google Preferred廣告計劃中踢除。2月16日，PewDiePie上傳影片，公開回應以上爭議。他明白笑話帶有冒犯成份並為此致歉，但他指摘大眾媒體對他的報導往往嘩眾取寵，在這次事件中更對他口誅筆伐，把他在影片中的諸多笑話抽離語境，斷章取義、捕風捉影，以求將他誣蔑成種族主義者；他又質疑《華爾街日報》在聯絡他本人了解原委之前，就直接向迪士尼及YouTube方面施壓，招致該兩家公司與他斷絕關係。
同年4月，在持續更新YouTube的同時，谢尔贝里在直播平台Twitch創建眾包頻道Netglow。在Netglow上，他每週都會播送現場實況節目《Best Club》。《Best Club》於4月9日首播，第一集邀請了布拉德·史密斯（Brad Smith）共同主持。谢尔贝里評論說，早在他被提到有反猶太主義的指控前，Netglow的計畫就已被定案。他的首批影片直播就吸引約60,000名觀眾，並積累了93,000個訂閱。
同年9月，PewDiePie直播遊玩《絕地求生》時意外說出「黑鬼」（Nigger）一詞。為此，遊戲開發商Campo Santo的共同創辦人肖恩·瓦納曼形容他「比潛伏的種族主義者更不堪」，宣稱將會對PewDiePie的《看火人》遊玩影片作出數位千禧年版權申訴（版權警告），並鼓勵其他遊戲開發者傚法。之後，PewDiePie上傳影片，為他在直播中使用的言詞道歉，並表示：「我不會為說出那個詞找藉口，因為這根本沒有藉口可言。我對自己感到失望，因為我就像從沒在過去的爭議中汲取教訓一樣，而使用那詞是不行的。如果我冒犯，傷害或辜負到所有這一切的人，我很抱歉。以我這種地位，我應當懂得改進。」
2018年1月，谢尔贝里上傳由他翻唱並由Party In Backyards混音的《Hej Hej Monika》到頻道，原曲為Nic & the Family於2004年發行的瑞典流行歌曲。該影片成為瑞典當年十大最熱門的影片。同年4月5日，《衛報》的保羅·麥金尼斯（Paul MacInnes）撰寫了有谢尔贝里YouTube內容的文章。他指出，谢尔贝里每週都會發布具有三種格式之一的系列影片，並將這種上傳方式與傳統電視節目進行比較。分別是—《你笑你就輸了》（You Laugh You Lose）是他觀看搞笑影片並努力不笑；《LWIAY》（Last Week I Asked You，上週我問你）是對杰克·道格拉斯的《YIAY》（Yesterday I Asked You，昨天我問你）的模仿和致敬，他要求觀眾創建內容並查看輸出；和《Meme Review》（迷因評論），他在其中評論流行的網路迷因。此外，谢尔贝里開辦了介紹好書的讀書俱樂部和諷刺劇集《Pew News》，在《Pew News》，他扮演新聞主播展示和討論近期的新聞時事；通常擔當以CNN主持人的名字命名的虛構人物，例如格洛麗亞·博格（Gloria Borger）、波比·哈洛（Poppy Harlow）或瑪麗·凱瑟琳·漢姆（Mary Katharine Ham），有時甚至是這些名字的結合體。《Pew News》戲仿了CNN和DramaAlert等新聞頻道。他也在《Pew News》探討了他先前迴避的文化戰爭話題。
2018年5月，谢尔贝里在影片中使用「Twitch thots」一詞引起了爭議，影片中他觀看女性Twitch直播主的彙編合集。被收錄影片的直播主Alinity對此影片提出了版權聲明，影片後來被代表創作者的CollabDRM公司刪除。Alinity表示，她的反應是因「網路社群中普遍存在的性別歧視」引起的，認為谢尔贝里的言論貶低女性，並拒絕接受谢尔贝里的道歉。7月，谢尔贝里張貼了一張有關歌手黛咪·洛瓦托臉部的迷因；這則迷因開玩笑地提到洛瓦托成癮的掙扎。迷因大約是在洛瓦托因服用鴉片類藥物過量而送醫時發布的。這使他受到洛瓦托的粉絲及其他用藥成癮人士的批評。谢尔贝里後來為此次事件致歉。在12月初上傳的影片中，谢尔贝里推廣了幾位小型內容創作者，並建議他的觀眾訂閱，如「E;R」。他著重介紹了E;R對《死亡筆記本》的二次創作。此後不久，The Verge的茱莉亞·亞歷山大（Julia Alexander）表示，E;R的影片曾使用了美國夏洛茨維爾汽車襲擊事件的圖像，也頻繁以電影、動漫或卡通為包裝傳達種族仇恨和恐同等思想。Vox在2018年12月報導說，E;R還含有白人至上主義的訊息。被網上指責後，他將自己的貼文形容為「糟糕」（oopsie），並「建議某人進行動漫審查」，並不欲煽動反猶太主義，也表示他幾乎不了解E;R的內容，並撤消了他對該頻道的推薦和影片中的引用。2018年12月27日，谢尔贝里上傳了他與粉絲改良的《2018年YouTube回顧影片（優質版）》，以回應當年飽受批評的YouTube年度回顧影片《2018年YouTube年度回顧：每個人都可以掌控年度回顧》。 截至2021年5月，影片的觀看次數已達8000萬。

### 2018年－2019年：與T-Series的訂閱數競爭
2018年9月，在網路逐漸普及並擁有廣大人口潛力的背景下，印度唱片與電影公司T-Series的頻道以極快的速度成長，在10月與PewDiePie只相差了1百萬的訂閱，幾乎要追上排名第一的PewDiePie。為避免被對手超越，部分頻道和粉絲們開始積極吸引更多人們訂閱他，其中賈斯汀·羅伯茨（Justin Roberts）甚至在紐約時報廣場的電子螢幕刊登廣告；另有人以非法方式宣傳，如駭進路人的印表機，印出訂閱PewDiePie字樣的紙張、破解《華爾街日報》旗下評論網，發出向PewDiePie致歉的文章。儼然成為網路迷因與支援個人創作者對抗企業的現象級事件。
2018年10月5日，謝爾貝里針對T-Series發佈一首戲謔歌曲，標題為《TSERIES DISS TRACK》（後來更名為「婊子千層麵」（Bitch Lasagna），以應對訂閱數可能會被T-Series超越的預測。該影片取代了當時謝爾貝里收視率最高的影片《搞笑蒙太奇》。截至2022年3月，該影片的觀看次數已超過3.01億，它含有嘲諷T-Series印度文化背景的歌詞，例如「你的語言聽來就像含糊饒舌界來的鬼東西」；這些言論在媒體刊物及德里高等法院的裁決中都被描述有種族主義成分。謝爾貝里還指出T-Series會使用機器人刷訂閱數，但未能明確證實。關於未來是否會落敗，他表示自己其實並不在意，但擔心T-Series會對作為影片共享平台的YouTube帶來惡果。線上活動「訂閱PewDiePie」極大地幫助了謝爾貝里的訂閱數增長。在此期間，單在12月便有662萬訂閱數，與2017整年獲得的訂閱數700萬相差不遠。同年12月，謝爾貝里上傳新一集的《Pew News》，其中提到了2019年印度的普爾瓦馬恐怖襲擊：40名印度準軍事部隊遭巴基斯坦聖戰組織的一名成員殺害。事件後，T-Series在受到MNS黨壓迫下，刪除了其YouTube頻道上巴基斯坦藝人的幾首歌曲，而謝爾貝里則對這個做法不以為然。媒體Zee News報導說，謝爾貝里因在加劇緊張的印巴局勢期間發表評論而受到強烈譴責。謝爾貝里在Twitter上發表澄清聲明，指他並不企圖對印巴關係發表更深層的論點，只是具體針對T-Series從其YouTube頻道中刪除歌手歌曲的行為。2019年3月15日，基督城清真寺槍擊案的行兇者布倫頓·哈里森·塔蘭特（Brenton Harrison Tarrant）在攻擊前說過「訂閱PewDiePie」。作為回應，PewDiePie在Twitter上寫道：「剛得知紐西蘭的可怕消息，這人說出我的名字，令我感到極度嘔心。我的心與受害人、家屬及所有受影響人士同在」。數個報導槍擊案的記者說，謝爾貝里與行兇者並沒有共謀。《紐約時報》暗示，新聞媒體可藉此次事件將責任歸咎給謝爾貝里。
在幾次與PewDiePie訂閱數斷斷續續交會後，同年3月27日，T-Series成功與PewDiePie維持約十萬訂閱數的差距達一天，正式成為YouTube擁有最多訂閱者的頻道。四天後，PewDiePie與Roomie和Boyinaband合作推出單曲《Congratulations》，諷刺地祝賀T-Series付出某些代價才換得冠軍。內裡提到該公司當初靠販售盜版音樂起家，並曾在發布《婊子千層麵》後寄予他一封停終信函，又提到了其執行長的逃稅醜聞、勾結孟買黑手黨和＃MeToo運動等爭議。憑藉這首歌曲，PewDiePie在4月1日重奪第一名的位置，但13天後又再度易手。2019年4月9日，謝爾貝里宣布他將獨家在直播服務平台DLive上進行直播，這是與該公司達成交易的一部分。同年4月11日，T-Series開始尋求法院命令，以刪除謝爾貝里在YouTube上的「戲謔歌曲」—《婊子千層麵》和《Congratulations》。據稱，對謝爾貝里的投訴聲稱他的歌曲是「具誹謗、輕蔑、侮辱性和令人反感的」，並指出影片的留言本質上也是「侮辱、粗俗及種族主義的」。後來在印度已禁止訪問YouTube上的那兩首音樂影片。據報導，雙方已於7月下旬達成和解。
2019年4月28日，PewDiePie在YouTube發布了影片，希望「訂閱PewDiePie」這個活動劃下句點，他稱一切的開端源自於大家做些蠻正向和有趣的事情，好讓「訂閱PewDiePie」獲得社會注目，但自從某人在第二次世界大戰的紀念碑上塗鴉，寫著「訂閱PewDiePie」，到基督城槍擊的兇手在影片中提及「訂閱PewDiePie」後，他對這樣的競爭感到慚愧與疲累，並表示不希望憎恨戰勝一切，同時向所有受害人表達最誠摯的哀悼之意。隔日，謝爾貝里在直播中展示一架飛越紐約市上空的飛機，其尾端掛著寫著「訂閱PewDiePie」的長旗。謝爾貝里表示，這是訂閱PewDiePie迷因「一個很好的總結」。

### 2019年－2020年：Nimses、《當個創世神》系列及被中國封殺
2019年6月初，謝爾貝里上傳一支由社交媒體應用程式「Nimses」贊助的影片，並在他在的YouTube頻道上推廣該程式，使程式的人氣激增，成為蘋果App Store上第20大最受歡迎的社交媒體應用程式。然而爭議隨之而來，Nimses的定位功能和隱私設置導致謝爾貝里的粉絲和其他YouTuber認為他正在推廣侵犯隱私權的應用程式；提供過多的額外付費內容的方案，也讓粉絲懷疑該程式為層壓式推銷。德國海盜黨也批評了他對Nimses的廣告，警告謝爾貝里正在向廣大觀眾宣傳有潛在危害的程式。而Nimses的市場營銷和傳播負責人安德烈·博博里金（Andrey Boborykin）發表了一篇部落格文章回應，否認該程式侵犯隱私的指控。謝爾貝里本人亦在影片中回應這些指控為謠言，聲稱Nimses的侵略性不比其他社交媒體程式高，並說：「他們沒有付我辯護費，但你們只是在謠言中流連忘返。如果你擔心自己的隱私，請不要註冊社交媒體帳號。」同年6月21日，謝爾貝里發起了「遊戲週」（Gaming Week），在此期間，他每天專注於上傳好幾年沒更新的Let's Play影片，如《當個創世神》（Minecraft），他對自己玩得如此享受感到驚訝。在接下來的幾個月，他將主題集中在《當個創世神》和遊戲上。儘管他在YouTube生涯早期曾玩過《當個創世神》，但由於不想跟其他YouTuber的風，因此在這幾年很少玩過《當個創世神》，他覺得玩遊戲不應只盲從遊戲的人氣而是要真正享受它。這個過渡使他獲得的觀看次數的大幅增加，在7月份就獲得了5.7億的觀看次數（自2016年10月以來，在單月內獲得最多的觀看次數），在那個月，他每日的新訂閱者數量從25,000增加到45,000。儘管功成名遂，但謝爾貝里堅持自己是為了樂趣而玩，並不想成為「Minecraft YouTuber」，他說：「如果《當個創世神》變得無聊，我可以繼續做其他事情。」
2019年8月25日，PewDiePie的頻道訂閱數正式突破一億，是繼T-Series後第二個達到此里程碑的頻道，也是首位實現此創舉的獨立影片創作者，而YouTube官方亦發推文祝賀，並授予他紅鑽創作獎。獎牌以之前1000萬鑽石獎的仿鑽石材質和樣式為基礎，中心鑲嵌紅鑽播放按鈕的黑底造型分別送給雙方得獎者。同年10月，PewDiePie表示自己的YouTube影片及在Reddit等其他網站上與他相關的內容已被中國封殺，包括嗶哩嗶哩彈幕網和百度貼吧等，原因是其10月16日的影片中談及香港反對逃犯條例修訂草案運動、《南方公園》辱華事件，以及把中共中央總書記習近平與小熊維尼做比較。PewDiePie隨後回應指自己並不對中國共產黨的做法感到驚訝，還向粉絲打趣地道：「我們終於做到了」。後來在嗶哩嗶哩彈幕網已经可以正常搜索“PewDiePie”，並恢復顯示相關影片的转载投稿。
2019年12月，PewDiePie被公認為是年度觀看次數最多的創作者，當年的觀看次數超過40億。同月，他宣佈明年將暫時停止發放影片，宣稱是因為自己過份疲累的關係，同時還把自己Twitter帳號的所有推文都刪除掉。隔年1月15日，他公佈自己正式隱退並停止發布影片，但休息不到一個月後，PewDiePie便在2月21日宣佈回歸YouTube。

### 2020年-2021年：內容合約、與Cocomelon的訂閱數競爭
2020年5月，謝爾貝里與YouTube簽署了一項獨家協議，要他在YouTube上直播，因為該平台正在收攬知名的直播主以和Twitch和Mixer等對手競爭。同年10月22日，YouTube的搜尋功能出現異常，使用者直接輸入PewDiePie時不會直接顯出對應的頻道，搜尋到的影片都是一年前或更久的影片，此異常被外界懷疑PewDiePie被YouTube秘密屏蔽，YouTube則否認並解釋是由於系統莫名地衰減他的流量，以及嚴重特殊傳染性肺炎造成的影響，使YouTube花費了更長的時間來審核影片。包括對謝爾貝里，YouTube為此次故障道歉，並表示他們正努力修補問題。
2021年1月，謝爾貝里與全球創作者公司Jellysmack簽訂了發行協議。Jellysmack會負責將謝爾貝里的內容最佳化並分發給Facebook Watch上的觀眾。同年2月14日，謝爾貝里上傳了一首針對專門製作兒童動畫及謠曲的頻道「Cocomelon」戲謔歌曲《Coco》，Cocomelon頻道的訂閱數已經增長了好幾年，每月都能增加了近200萬訂閱者；他的快速成長震驚了謝爾貝里。這首歌他與孩子們一起唱歌跳舞並嘲弄Cocomelon，歌詞也挪揄了美國饒舌歌手6ix9ine和英國作家J·K·罗琳。謝爾貝里在後續影片中澄清，在錄製歌曲的過程中，他提供孩子們的歌詞都是經過濾後的乾淨版本以模擬對嘴，且他們的父母也都同意他們參加拍攝。後來，該影片被YouTube全域刪除，聲稱該影片違反了他們關於騷擾和兒童安全的政策。兩個YouTube頻道之間的爭鬥始於2020年6月。
2021年7月，PewDiePie在一期视频中对Dream速通作弊一事作出评价，引发Dream的粉丝和PewDiePie的粉丝在网络上争吵。

### 2022年至今：半退休、移居日本
2022年5月，謝爾貝里與他的妻子馬爾齊亞從英國搬到了日本東京。此後，謝爾貝里影片的大部分內容都圍繞著「關於東京日常生活的影像」為主題。同年9月，謝爾貝里解釋了他宣布從平台「退休」時與上傳影片理念的轉變：他選擇分享上述影片是為了好玩，就像他第一次開始上傳影響時所做的那樣。11月14日，MrBeast超越PewDiePie成為YouTube上訂閱人數最多的個人創作者。此前，謝爾貝里曾回答了一個觀眾關於MrBeast是否會超過他訂閱數的問題，他回答說：「他肯定會。拜託，我已經退休兩年了。我等不及它結束了。」。

## 頻道內容

### 風格
PewDiePie的頻道重點在於他對各種時事、迷因的評論及反應。他早期最熱門的影片是遊玩恐怖及動作遊戲的「Let's Play」系列。不如傳統的遊戲實況，他的Let's Play影片宗旨在於與觀眾保持良好的互動。《綜藝》雜誌詳細介紹了謝爾貝里的行事風格：「他就像在與朋友一起消磨時間一樣。他在影片開頭以高音調、愚蠢的聲音自我介紹，並拉長綽號『PewDiePie』的各母音。」
PewDiePie以他特有的幽默感而聞名，各家媒體都曾形容他的性格：愚蠢、充滿活力、令人討厭，但又真實毫不掩飾。《時代》雜誌的萊夫·格羅斯曼（Lev Grossman）指出：「他從不潤飾自己的言詞，但他說不雅內容的時機卻始終如一地精確。」他補充道，「有關PewDiePie的批評性文獻大都集中在不良語言和粗俗幽默上，他誠然兩者兼之。到頭來只有一個玩電子遊戲並大吼大叫的人。」雅虎的羅伯·沃克（Rob Walker）對PewDiePie寫道：「他選擇分享評論的方式恰好是猥瑣幽默、無節制的沒腦笑話、驚愕的尖叫、愚蠢的聲音、政治不正确的講解，以及滔滔不息的污言穢語。」偶爾，PewDiePie也會對遊戲玩法訴諸沉默感性的評論；《最後生還者》中細膩的劇情設計使他在結局時啞口無言。
隨著頻道的發展，PewDiePie的內容變得更加多樣化。除了傳統的Let's Play影片外，還包括Vlog、喜劇短片、格式化節目和音樂影片等內容；音樂通常搭配動畫、粉絲繪圖或實況影像，並由他和其他藝術家聯手協作而成，如：格雷戈里兄弟、Boyinaband、Roomie和Party In Backyard等人。

### 製作與產量
謝爾貝里在YouTube事業的早期，沒有僱用任何編輯或外部協助來幫助他生產影片，他說他希望「YouTube成為YouTube」。他早期的影片通常只包含原始素材，但後來他開始投入時間後製影片。瑞典雜誌《Icon》指出他使用Adobe Premiere Pro編輯軟體剪輯影片。在不同時機點，他尋求編輯和製作助理來協助他創作內容。儘管他現在有一位影片編輯，但他在2017年的影片堅持說：「我只有一個人。確真價實的只有我。沒有製片、沒有作家，也沒有攝影師。」同年7月，謝爾貝里說幾個月前他有一間辦公室，並有少量員工協助他進行內容創作。
謝爾貝里本人和媒體都注意到他在該平台上的產量很高，幾乎每天都會更新頻道的影片。到2017年初，他已將近3500支影片上傳到自己的頻道，其中約400支已設為私人。他表示高頻率的創作內容使他產生倦怠感並影響到他的心理健康。在2017年3月，謝爾貝里評論說：「製作日更內容要面臨很多挑戰，但是我仍然非常喜歡每日的磨練。就像，『嘿，無論如何，我今天都要拍影片。』有時確實奏效，有時卻沒用。」

### 訂閱與收視率
媒體作家指出，謝爾貝里的內容很大程度建立在「有條不紊」上， 而不是透過病毒式影片而聲名鵲起。 同時，各種消息來源都描寫了謝爾貝里頻道的突飛猛進。《哈佛商業評論》的道格拉斯·霍爾特（Douglas Holt）評介說 「群眾文化的力量促使謝爾貝里在創紀錄時聲名遠播並享譽全球。」 他的頻道強烈呼籲年輕觀眾（C世代）學一學Google的宗旨「創作，策展，聯繫社群」，研究人員和大眾媒體通常將此人口統計信息稱為Z世代。在2010年代，該頻道吸引廣大年輕觀眾，在這十年來進行的各種調查都表明，謝爾貝里在這些年輕人口中的影響力不輸給主流名人。在2017年的影片中，謝爾貝里分享了其頻道統計資料的螢幕截圖，顯示他最大的客群來自18－24歲年齡段，其次是25－34歲年齡段。
到2011年12月，謝爾貝里的頻道已擁有約6萬個訂閱；然後在2012年5月9日達到50萬。2012年3月，瑞典報紙《Expressen》報導稱，謝爾貝里在被報導前的七個月中每天都至少上傳一支影片，還指出頻道截至那時已累積7100萬次總觀看次數。該頻道在2012年7月11日達到了100萬訂閱關卡，並在9月達到200萬。2013年2月18日，謝爾貝里的頻道擁有500萬訂閱者，在4月份超越600萬時被《紐約時報》報導。2013年7月，他領先珍娜·瑪柏的紀錄成為YouTube上第二多訂閱的用戶，並於7月9日達到1000萬訂閱者。2013年8月15日，謝爾貝里的訂閱人數超過了YouTube領頭羊Smosh。11月1日，他的頻道成為第一個擁有1500萬訂閱者的頻道；第二天，該頻道的訂閱者人數超過了YouTube官方帳號YouTube聚光燈。就訂閱人數而言，在2012年和2013年期間，謝爾貝里的頻道是YouTube上增長速度最快的頻道之一。2013年，該頻道的訂閱數從350萬迅速爬升至近1900萬，到2013年底，他平均每1.037秒就能獲得一個新訂閱。《告示牌》報告說，該頻道在2013年獲得了的訂閱數比其他頻道還更多。2013年6月Tubefilter網站開始列出每月觀看次數最多的YouTube頻道，而謝爾貝里在2013年6、7、8、10和12月一直名列榜首。根據Tubefilter的數據，《衛報》報導謝爾貝里的頻道在2013年下半年總共獲得13億次的影片觀看數。2013年十大觀看次數最高的遊戲類型影片中頻道就佔了兩名，分別為第三名的《狂父第六部分》和第八名的《Funny Gaming Montage》（搞笑遊戲蒙太奇）系列首集。
2014年，謝爾貝里的頻道是1月觀看次數最多的頻道，以及從3月到9月連續七個月也是。2014年8月，Tubefilter報導說，該頻道以52億影片觀看量在7月19日超越了蕾哈娜的VEVO音樂頻道，成為YouTube上觀看次數最多的頻道。但來自Social Blade的數據表明，該頻道的影片觀看次數仍然比該音樂頻道少。根據Social Blade的數據，該頻道於2014年12月29日以72億的觀看量超過了EMI音樂，成為該網站上觀看次數最多的頻道。依照Tubefilter和《衛報》的報導，該頻道在2014年招攬了將近1400萬新訂戶及約41億次影片觀看數；這兩個數字均高於所有用戶。後者的數字更比前年的觀看次數增加了81％；該頻道也是2014年度觀看次數最多的頻道。到2015年，謝爾貝里影片的每月平均觀看次數超越3億次，並於9月6日抵達100億影片總觀看數的里程碑，成為第一個這麼做的頻道。當時《A Funny Montage》（搞笑蒙太奇）是謝爾貝里觀看次數最高的影片，約有6880萬次觀看；它積累眾多觀看次數的部分原因是它作為頻道的預告版面。2016年，由於YouTube演算法的變化，使該頻道和其他內容創作者的收視率降低。12月8日，他的訂閱人數達到了5000萬，成為全網首個達到如此成就的人。
線上活動「訂閱PewDiePie」對謝爾貝里訂閱數上升來說功不可沒。僅在2018年12月，他的頻道就獲得了662萬訂閱者，而在2017整年僅產生700萬。由於與T-Series的訂閱數對決，人們對謝爾貝里的影片產生新的興趣，導致其頻道在2018年12月獲得超過5億次觀看，這是該頻道歷史上單月最高的觀看次數記錄。在2019年初博得幾次短暫的頭銜後，3月27日，T-Series訂閱數正式超越PewDiePie，成為YouTube上最多訂閱數的頻道。雖然在上傳《Congratulations》的翌日，謝爾貝里又暫時重奪訂閱數的領先地位，但13天後又再度移主。2019年7月，很大程度歸功於《當個創世神》的遊玩影片，讓他的頻道獲得了超過5.73億次的影片觀看數；The Verge指出，就影片觀看數而言，這是謝爾貝里多年來最成功的月份。使他再次刷新了頻道單月獲得的最高觀看次數成績。謝爾貝里是2019年觀看次數最多的創作者，他的頻道在這一年中總共獲得了超過40億的觀看次數。連同T-Series，PewDiePie是YouTube上唯四獲得所有創作者獎五個級別（白銀、鑠金、鑽石、客製和紅鑽石創作獎）的頻道。這些獎項是他分別在邁入十、百、千、五千萬和一億訂閱時拿到的。謝爾貝里於2016年獲得了客製化創作獎（紅寶石播放按鈕）；2019年，謝爾貝里的頻道接續T-Series完成一億訂閱，成為首位獲得紅鑽創作獎的個人創作者。

#### 觀看次數最多的影片

##### 所有時間
| #                                                  | 影片名稱                                                  | 觀看次數 （百萬） | 上傳日期       | 影片     | 腳註  |
| -------------------------------------------------- | --------------------------------------------------------- | ----------------- | -------------- | -------- | ----- |
| 1.                                                 | 《婊子千層麵》                                            | 290.4             | 2018年10月5日  | [ ‡ 12 ] | [ h ] |
| 2.                                                 | 《Congratulations》                                       | 213.8             | 2019年3月31日  | [ ‡ 13 ] | [ i ] |
| 3.                                                 | 《LEVEL 7 \| I'M NOT CRAZY (OUTLAST IRL GAMEPLAY)》       | 124.8             | 2016年2月10日  | [ ‡ 18 ] | [ j ] |
| 4.                                                 | 《A Funny Montage》                                       | 91.5              | 2013年6月4日   | [ ‡ 20 ] | [ k ] |
| 5.                                                 | 《THE RUBY PLAYBUTTON / YouTube 50 Mil Sub Reward Unbox》 | 87                | 2016年12月18日 | [ ‡ 21 ] | [ l ] |
| 6.                                                 | 《2018 YouTube 回顧影片（優質版）》                       | 82.3              | 2018年12月27日 | [ ‡ 22 ] | [ m ] |
| 7.                                                 | 《FUNNY MONTAGE.. #2》                                    | 72.9              | 2014年4月5日   | [ ‡ 23 ] | [ n ] |
| 8.                                                 | 《Jabba the Hutt (PewDiePie Song) by Schmoyoho》          | 70.1              | 2013年9月14日  | [ ‡ 24 ] | [ o ] |
| 9.                                                 | 《Unboxing 100 MIL YouTube AWARD!!》                      | 67.1              | 2019年9月10日  | [ ‡ 25 ] | [ p ] |
| 10.                                                | 《FUNNY GAMING MONTAGE!》                                 | 51.3              | 2012年10月28日 | [ ‡ 26 ] | [ q ] |
| 影片觀看次數統計來源於YouTube；截至2021年6月21日。 |                                                           |                   |                |          |       |

##### 按上傳年份
| 年份                                               | 影片名稱                                                | 觀看次數 （百萬） | 上傳日期       | 影片     | 腳註  |
| -------------------------------------------------- | ------------------------------------------------------- | ----------------- | -------------- | -------- | ----- |
| 2010                                               | 《Minecraft Multiplayer Fun》                           | 19.3              | 2010年10月2日  | [ ‡ 6 ]  | [ r ] |
| 2011                                               | 《[Funny] SCARY MOMENTS IN VIDEO GAMES - (episode 5)"》 | 17.2              | 2011年12月5日  | [ ‡ 27 ] | [ s ] |
| 2012                                               | 《FUNNY GAMING MONTAGE!》                               | 51.4              | 2012年10月28日 | [ ‡ 26 ] | [ q ] |
| 2013                                               | 《A Funny Montage》                                     | 91.7              | 2013年6月4日   | [ ‡ 20 ] | [ k ] |
| 2014                                               | 《FUNNY MONTAGE.. #2》                                  | 73.0              | 2014年4月5日   | [ ‡ 23 ] | [ n ] |
| 2015                                               | 《FUNNY MONTAGE #4》                                    | 38.3              | 2015年2月14日  | [ ‡ 28 ] | [ t ] |
| 2016                                               | 《LEVEL 7 \| I'M NOT CRAZY (OUTLAST IRL GAMEPLAY)》     | 126.0             | 2016年2月10日  | [ ‡ 18 ] | [ j ] |
| 2017                                               | 《JAKE PAUL》                                           | 46.2              | 2017年6月6日   | [ ‡ 29 ] | [ u ] |
| 2018                                               | 《婊子千層麵》                                          | 291.9             | 2018年10月5日  | [ ‡ 12 ] | [ h ] |
| 2019                                               | 《Congratulations》                                     | 214.6             | 2019年3月31日  | [ ‡ 13 ] | [ i ] |
| 2020                                               | 《It's been real, but I'm out! - LWIAY #00106》         | 24.7              | 2020年1月15日  | [ ‡ 30 ] | [ v ] |
| 2021                                               | 《Americas Cheapest Family... - TLC #15》               | 8.3               | 2021年2月13日  | [ ‡ 31 ] | [ w ] |
| 影片觀看次數統計來源於YouTube；截至2021年7月18日。 |                                                         |                   |                |          |       |

### 評價
謝爾貝里的YouTube內容受到部份人們褒貶不一的評價。儘管他引發、參與了多起爭議事件，媒體依然承認他是網路上最受歡迎的創作者。他的內容被各媒體評述為愚蠢、充滿能量、髒話滿天飛；在鏡頭裡展露的人格特質往往被媒體視為真實、不假雕琢，及具有自我意識。在負面評價方面，批評者稱他令人討厭，並經常將其熱度形容為「莫名其妙的現象」。雅虎的羅伯·沃克（Rob Walker）稱讚他的智慧聰穎和直接與觀眾互動的行為。《時代》、The Verge等其他媒體也披露類似的觀點，描述他善於表達並具有自覺意識。相比之下，《綜藝》雜誌的專欄作家安德魯·華倫斯坦（Andrew Wallenstein）則批評PewDiePie的影片是「侵略性的愚蠢」和「心理上的胡說八道」。
《時代》的萊夫·格羅斯曼（Lev Grossman）指出：「有關PewDiePie大多數的批評性文獻都集中在不良語言和粗俗幽默上，他誠然兩者兼之。但到頭來，他只是一個玩電子遊戲並對此大吼大叫的人。」雅虎的羅伯·沃克（Rob Walker）對PewDiePie寫道：「他選擇分享評論的方式恰好是猥瑣幽默、無節制的沒腦笑話、驚愕的尖叫、愚蠢的聲音、政治不正確的講解以及滔滔不息的汙言穢語。」The Ringer的賈斯汀·查瑞蒂（Justin Charity）表示：「PewDiePie不屬於任何傳統意義上的喜劇演員」，但描述他的「主持風格極端瘋狂和不敬：他有點獨腳戲、有點電臺遊俠，又有點4chan的社會底層。」對於他早期的Let's Play內容，瑞典專欄作家拉爾斯·林斯特羅姆（Lars Lindstrom）給予正面評價，稱「菲利克斯·謝爾貝里擁有喜劇天賦是無庸置疑的。當一個父親在遊戲《快樂輪子》中載著他的兒子騎自行車並且一而再三的出意外和流血時，主持人即興發表無俚頭的評論，這既令人又心驚膽顫又雀躍不已。而秘訣就在於他熱愛玩這些遊戲，並且玩得開心。」
在他的影片中涉嫌反猶太內容引發爭議後，遊戲與科技行業內外的許多媒體出版物都嚴厲批評謝爾貝里的內容。這些媒體暗示謝爾貝里的內容包含並宣揚法西斯主義、白人至上主义及另類右翼等意識形態。《连线》的一篇文章斥他為「白人至上主義的模範代表」。賈斯汀·查瑞逖認為，謝爾貝里「偶爾反動的出言不遜已成為他吸引力的核心成分。同樣，對於重視包容的評論家和粉絲，以及覺得他在新聞中莫名其妙的頻繁出現的外部觀望者，謝爾貝里代表了所有關於遊戲文化的錯誤認知和疏遠。」2018年，注意到他的內容很少被分析或書寫，衛報的保羅·麥金尼斯（Paul MacInnes）寫道：「鑑於他的受眾規模和影響力，關於PewDiePie的文章並不多，像The Verge和Polygon等科技網站都是嚴厲抨擊他居多。但在主流媒體上，其名字之所以會出現只因為新鮮感或醜聞」，在談到謝爾貝里所謂的反猶太爭議，麥金尼斯還補充說，他「有趣、機靈、創新且極具魅力 […] 稱他為另類右翼煽動者可能是不公平的，因為他從未公開認同法西斯運動。但他分享了他們的大部分文化，並將其傳播到世界各地。人們應該更加關注PewDiePie。」

### 審查
2019年4月，印度德里高等法院簽發了有利於T-Series的禁令，讓《Congratulations》和《婊子千層麵》在印度被禁止觀看。據稱，對謝爾貝里的投訴聲稱他的歌曲是「具誹謗、輕蔑、侮辱性和令人反感的」，並指出影片的留言本質上也是「侮辱、粗俗及種族主義的」。儘管雙方在那年晚些時候達成和解，但謝爾貝里的影片在印度仍被屏蔽。
2019年10月，PewDiePie表示自己的YouTube影片及在Reddit等其他網站上與他相關的活動已被中國封殺，包括嗶哩嗶哩彈幕網和百度貼吧等，原因是其10月16日的影片中談及香港反對逃犯條例修訂草案運動、《南方公園》辱華事件、聰哥事件，以及將中共中央總書記習近平與小熊維尼做比較。PewDiePie隨後回應指自己並不對中國共產黨的做法感到驚訝，還向粉絲打趣說道：「我們終於做到了」。根據BBC報導指出，PewDiePie的內容沒有被完全禁止，只有某些與他相關的內容確實無法訪問，且沒有證據表明這是照政府的命令進行的。報導指出，百度似乎出於謹慎刪除了貼吧上與PewDiePie相關的消息，但在百度上搜尋他的名字仍然有超過800萬個結果。2021年11月其名字的搜尋結果下跌至數十項。Vox寫道，某些地區的用戶似乎可以訪問重新發布的PewDiePie影片和音樂。後來在嗶哩嗶哩彈幕網已经可以正常搜索“PewDiePie”，並恢復顯示相關影片的转载投稿。

## 公眾形象與影響

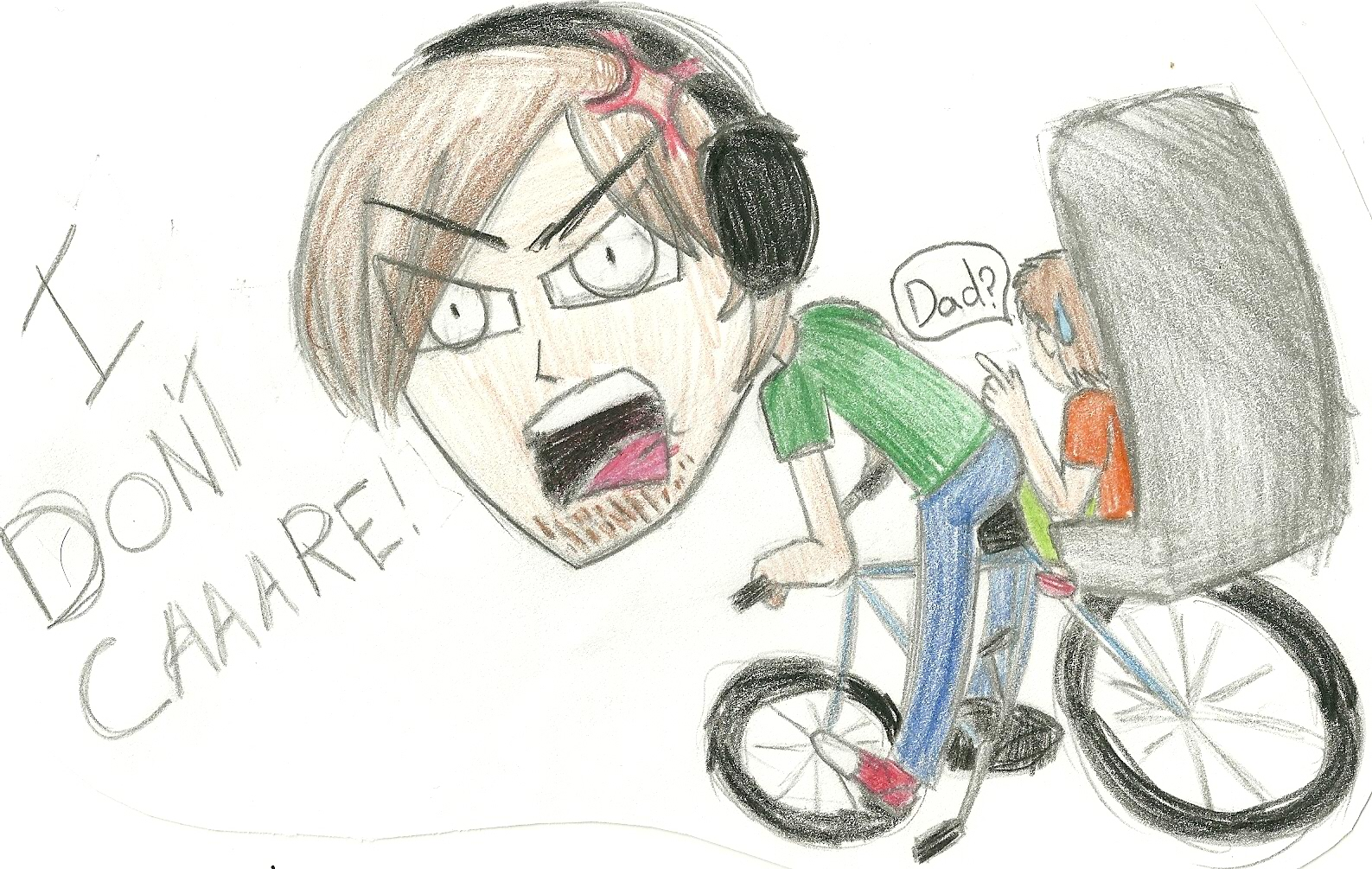
由「Bros」繪製的粉絲藝術。為一《快樂輪子》的角色。

自從通過Let's Play風格的影片在YouTube打出名堂後，PewDiePie成為網絡上最有影響力與最著名的名人。當各類媒體提到這位YouTuber時，都會指出他對數位內容創作和網路文化方面具有重大影響，特別與電玩次文化有關。Eurogamer的湯姆·菲利普斯（Tom Phillips）稱PewDiePie是一眾YouTuber們的「象徵性領袖」，且幾乎是遊戲類YouTuber的代名詞。《哈佛商業評論》的道格拉斯·霍爾特（Douglas Holt）評述他是「YouTube最偉大的成功者」和數位藝術世界的明珠，其地位跟在類比時代中對潮流藝術作出巨大貢獻的尚-米榭·巴斯奇亞與帕蒂·史密斯差不多。《時代》的萊夫·格羅斯曼（Lev Grossman）則認為PewDiePie單槍匹馬的主宰了整個網路媒介，並為不想出身於工作室或聯網，並受其控制的創作者殺出一條血路。
2014年9月，雅虎財經科技版的羅伯·沃克（Rob Walker）稱PewDiePie的成名是一件「瘋狂」的事，並說：「這令我非常好奇——我的意思是，你知道蕾哈娜是誰，但在銀行排隊的時候，你會認得站在你身後的這位少年嗎？」沃克亦對PewDiePie與其觀眾的互動給予評價：「雖然他有時候會作出粗魯的舉動，發出刺耳的聲音，但卻總是給人一種真誠以待的感覺。他經常將自己的觀眾視為同輩，而不是遙遠且對其卑躬屈膝的粉絲。在這過程中，他也理所當然地願意取笑自己。」2015年，The Verge的羅斯·米勒（Ross Miller）寫道：「愛抑或恨他與否，他的成功就與許多其他YouTuber一樣，不只是玩遊戲，而是直接與觀眾交流並建立良好的關係，中間沒有任何代理人、新聞稿及媒介。他僅僅是創下紀錄的那位而已。」談到並剖析PewDiePie的YouTube生涯時，《紐約時報》的凱文·羅斯（Kevin Roose）在其仍擁有最高訂閱數頻道與身陷反猶太風波前表示：「謝爾貝里不僅是擁有最大頻道的YouTuber，對許多YouTuber而言，他代表了該平台的價值－真實、不完美與古靈精怪」。2018年，《衛報》的保羅·麥金尼斯（Paul MacInnes）寫道：「鑑於他的受眾規模和影響力，關於PewDiePie的文章並不多，像The Verge和Polygon等科技網站都是嚴厲評擊他居多。但在主流媒體上，其名字之所以會出現只因為新鮮感或醜聞」，他又指PewDiePie的創作內容甚少被提及。
歷經《華爾街日報》風波後，《紐約時報》的約翰·赫爾曼（John Herman）評論道：「謝爾貝里哀嘆YouTube結構和規則的改變；他對平台的底限態度猶豫不決，並以冒犯他人和藐視規則為樂；隨著時間的推移，他變成一個不靠譜、迷失方向，並且堅持自己不正經風格的政治身份：他成為了YouTube獨有的民粹主義反動派。」《Intelligencer》的馬克斯·瑞德（Max Read）回顧了謝爾貝里所謂的反猶太爭議，評論說：「就謝爾貝里而言，他被視為受YouTube企業主自己異想天開壓迫和限制的領旗手—象徵YouTube與其衍生文化之間持續存在的緊張關係」，並補充說：「他憑仗自己的所作所為和在YouTube中的地位來與之征戰，好比通向更大言論自由、媒體角色與多元性（及伴隨的政治鬥爭）的入門毒藥。」在他2020年休更前不久，《綜藝》雜誌的艾琳·尼倫（Erin Nyren）評論說，謝爾貝里的「人氣有增無減，儘管－或者可能是－事實上他一直是備受爭議的話題。」
謝爾貝里的影響力在各類榜單中名列前茅。2014年他在The Verge的「Verge 50」榜單上被譽為「YouTube之王」，該榜單列出形塑未來的最有趣的人。在他的榜單簡介中，The Verge寫道：「謝爾貝里真正的天賦是在遊戲裡發掘人性。他只是一個普通人，為渴望多一點人性的觀眾尋回原汁原味的遊戲。」2015年，謝爾貝里被《時代》雜誌列為網路上最具影響力的30人，該刊物寫道，他的頻道「播放了一些流行文化中收視率最高的節目。」同年下旬，謝爾貝里被登在《綜藝》雜誌〈Famechangers〉一期的封面頭版上，該雜誌將他評為「#1 Famechanger」，或「那些影響力高於其他人的人」。隔年，《時代》雜誌將他列入《時代》百大人物中，《南方公園》聯合創始人特雷·帕克在謝爾貝里的條目中寫道：「我知道這可能看起來很奇怪，尤其是對我們這些老一輩的人來說，人們會花這麼多時間看別人玩電子遊戲 […] 但我選擇將其視為一種新藝術形式的誕生。而且我認為任何人都不應該低估其最強大的藝術家。」2017年，《福布斯》寫道：「謝爾貝里在今年早些時候的九支影片包含反猶太主義內容，使他的整體品牌受到影響」，並舉出了他們沒有將他列進榜單的原因。同年6月，《福布斯》仍將他列入當月「頂級影響者」名單中的遊戲類別。2019年9月，《星期日泰晤士報》將他列為英國百大最有影響力的線上人物名單中。
現實生活中的謝里的行事作風低調，酷愛寧靜，不喜歡在街上被人認出，也討厭被稱作「名人」。在《嚇唬PewDiePie》中與他共事的人稱其「內向沉默」，且在現實生活上更為保守。在2015年《滾石》一篇文章中，謝爾貝里坦承對自己的成名感到震驚，他在此期間回憶起其家鄉附近舉行的一場遊戲活動，並說：「我記得有五名保安對著一群人大喊大叫，叫他們後退－當時的情況失去了控制，發現自己以風眼的身份出現在那種場面令我感到驚訝」。四年後，謝爾貝里接受《紐約時報》訪問時談論其影響力時表示：「就我而言，身在如此地位實在很奇怪，因為我真的不想擁有這些名氣」，他隨後闡述對自己早期YouTube生涯的懷念，當時其訂閱數較少，並承認有週期性地考慮乾脆從該平台隱退。

### 頻道人口統計與粉絲群

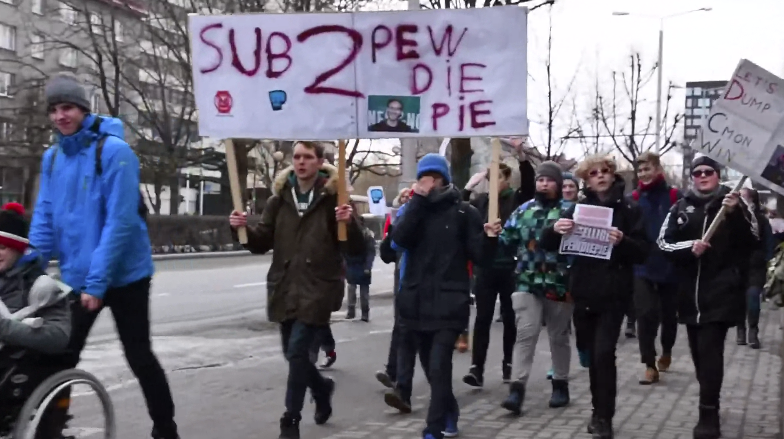
PewDiePie在愛沙尼亞塔林的支持者上街遊行，以支持「訂閱Pewdiepie」運動

謝爾貝里強烈呼籲年輕觀眾（C世代）學一學Google的宗旨「創作，策展，聯繫社群」，研究人員和大眾媒體通常將此人口統計信息稱為Z世代。根據《綜藝》2014年委託進行的一項調查，謝爾貝里和其他幾位YouTube名人在13至18歲的美國青少年中比珍妮佛·勞倫斯等主流名人還更具影響力和受歡迎。YouTube上的遊戲社群研究表明，95%的電子遊戲玩家都會觀看與遊戲相關的線上影片，這被認為是謝爾貝里頗受歡迎的重要原因。2016年，《衛報》援引創客工作室的國際內容長的話：「普通父母對於孩子為何如此熱衷PewDiePie、KSI和Zoella等明星感到困惑，如同過去幾代人無法理解龐克搖滾或幫派饒舌。」在2017年的影片中，謝爾貝里分享了其頻道統計資料的螢幕截圖，顯示他最大的客群來自18－24歲年齡段，其次是25－34歲年齡段。到2010年代末，他持續受到這一群體的歡迎，Morning Consult的研究詳述，謝爾貝里的知名度和讚譽能媲美甚至高過小賈斯汀和雷霸龍·詹姆斯等主流藝人和運動員。《紐約時報》公佈了其舉行的線上讀者投票結果，顯示只有17%的數位讀者能在照片中認出謝爾貝里；該媒體寫道，民意調查的結果「可能反映了時報的讀者比美國人的代表性樣本年長的事實。」，並引用2015年時報數位訂閱者的年齡中位數—54歲。 
ESPN在2015年指出，PewDiePie經常叫他的粉絲團為「兄弟軍團」（Bro Army），並稱觀眾為「兄弟」（Bros）。在每部影片結束時，他都會給「Bros」一個兄弟拳（Brofist）。在他的YouTube職業生涯後期，謝爾貝里不再使用「Bro Army」一詞來稱呼他的粉絲，進而演化成「Squad Fam」、「9歲」和後來的「19歲」。他的粉絲群也受到批評；2018年7月，《连线》雜誌發表一篇文章，稱謝爾貝里的粉絲群是「惡毒的」，並指出「不僅僅是因為他們堅持與瑞典遊戲玩家／所謂的喜劇演員走在一起，在近十年來，謝爾貝里的影片斥著種族誹謗、強奸笑話、反猶太主義和恐同思想，也是因為他們不知何故始終堅信他根本沒有散播仇恨。」
在2013年社群之星獎頒獎典禮時，儘管保安人員出言勸阻，謝爾貝里仍親自去迎接他的每位粉絲。後來他向《滾石》雜誌提到了這一事件：「原先我甚至不知道他們在為我尖叫。」謝爾貝里亦評論來自馬來西亞和新加坡的粉絲；2016年他去吉隆坡旅行時，有粉絲跑進他的酒店尋找他，他對此感到不滿。在2019年的Vlog中，謝爾貝里表示馬來西亞和新加坡的粉絲可能會「非常狂熱、刺耳和瘋狂，當他們看到你時會失去理智。」後來他向來自兩國的粉絲道歉，稱他在2013年新加坡之旅期間「看到自己對粉絲產生的影響很酷」，並說「如果我聲稱討厭與粉絲的最初體驗，那我就是在撒謊」，儘管補充說他已經變得不喜歡被當作一個人來對待。《新加坡商業內幕》報導稱，一些粉絲對謝爾貝里的言論感到冒犯，但「大多數網民都接受了他的道歉，並承認粉絲過於侵犯他的隱私。」
關於他對於觀眾的責任，謝爾貝里說：「許多人把我看作是一個朋友，他們每天可以找我一起放鬆15分鐘」並補充說：「電腦螢幕前的孤獨讓我們聚在一起。但我從來沒有打算成為他們的榜樣；我只是想邀請他們來我的空間。」與這篇筆記相關的報導—他的觀眾對他給予了正面評價，表示參與和貢獻他的主題論壇讓他們感到更快樂並對自我感覺更好。相反的，在一位Kotaku記者做的非正式Twitter民意調查中，受訪者稱他「惱人的」、「可憎的浪費時間」。除此之外，《滾石》記錄了幾個竭力貶低謝爾貝里的Reddit主題論壇。

### 對電子遊戲的影響
他的頻道同時相當支持独立游戏開發商後，遊戲在經過PewDiePie體驗和評論後，銷售量往往會大幅提昇。《華盛頓郵報》寫道：「遊戲開發者觀察到一種奧花效應（PewDiePie效應）」。獨立遊戲《McPixel》的開發者表示：「當時推動McPixel關注度上升的最大力量來自YouTuber傑西·考克斯和PewDiePie的『Let's Play』影片。」謝爾貝里也被證實對《瘦長鬼影：八頁紙》和《山羊》的銷售產生正面影響。據報導，儘管謝爾貝里頻道上的特色遊戲影片為他們的商業成功做出貢獻，但他表示「我只是想玩遊戲，而不是影響銷售」。
2019年，PewDiePie的《當個創世神》影片誘使人們對該遊戲的興趣遽增，玩家數量亦有所增加。憑此，該遊戲創下自2017年1月以來最高的YouTube趨勢評分，更超越《要塞英雄》成為當時YouTube搜尋量最高的遊戲。Polygon和The Verge等電子遊戲媒體將這一成就很大程度上歸功在PewDiePie身上，後者的茱莉婭·亞歷山大（Julia Alexander）暗示《當個創世神》的搜尋量激增證明「PewDiePie效應」仍然存在。其他諸如Jacksepticeye等廣受歡迎的YouTuber亦紛紛跟隨這波潮流，發佈與《當個創世神》相關的影片。Polygon的派翠西亞·赫南德茲（Patricia Hernandez）還指出原本以《要塞英雄》為主要題材的YouTuber亦因此轉向製作《當個創世神》影片。
在遊戲中，外星人的其中一個器官被稱作Pewdsball，在GOTY IDST一關中也出現他的肖像。《恐懼之泣》中有一金色雕像，當玩家接近時玩家操縱的主角會說：「史提芬諾？這是什麼鬼東西？PewDiePie？」。《像素戰爭3》中，其中一方則叫作PewDiePie。謝爾貝里還作為非玩家角色出現在獨立遊戲《派對殺手》（Party Hard）中，並在益智冒險遊戲《地獄救援》中擔任配音角色。

### 收入
2014年3月，Social Blade稱謝爾貝里從YouTube賺得約14萬到140萬美元的收入。2014年6月，《華爾街日報》報導稱，謝爾貝里在2013年進帳400萬美元；他本人在Reddit上證實，這些數字與他的實際收入大致接近。2015年7月，瑞典報紙《Expressen》報導稱，謝爾貝里的製作公司「PewDie Productions AB」2014年的收入為6370萬瑞典克朗（750萬美元）。2015年，媒體稱謝爾貝里的收入相當可觀，甚至異乎尋常。2015年10月，謝爾貝里在《福布斯》「YouTube最富有明星」名單中名列榜首，據報導當年收入為1200萬美元。
2016年12月，《福布斯》將謝爾貝里為收入最高的YouTuber，他的年收入達到1500萬美元，比2015年增加了20%。這主要拜賜他的YouTube Red系列《嚇唬PewDiePie》和他的書《這本書愛你》。根據Nielsen Bookscan的數據，該書銷量超過112,000本。謝爾貝里倚靠外部收入來源，而不是YouTube的廣告營收模式，他表示這對於多數YouTube創作者來說很常見，並評述YouTube的廣告營收模式效率低下、不穩定且靠不住。 據《福布斯》報導，謝爾貝里的收入在2017年降至1200萬美元，這使他成為當年收入第六高的YouTuber。《福布斯》評論說，如果謝爾貝里在2017年避免爭議環繞使他受到廣告商的抵制，他的收入應會更高。
媒體對他收入廣泛的報導使謝爾貝里感到挫折，他表示厭倦了談論他賺了多少錢，並建議媒體應多報導他為慈善機構籌集的資金。《衛報》評論說，媒體對謝爾貝里的收入如此著迷的原因是該話題「提供了對YouTube明星高端收入的罕見見解」，並補充說「所有YouTube創作者都很少公開談論他們的收入，特別是因為YouTube本身並不鼓勵這樣做。」

## 其他事業

### 電子遊戲、寫作和時裝設計
2015年9月24日，謝爾貝里在iOS和Android平台上推出了他自己的電子遊戲《PewDiePie：兄弟拳傳奇》。該遊戲由加拿大遊戲開發商Outerminds與謝爾貝里聯手開發。2016年9月29日，他發布與Outerminds開發的另一款遊戲《PewDiePie主播模擬器》，以免費形式在iOS和Android平台發布，並在發布的幾天後在App Store上排名第一。2017年10月31日，前《山羊》開發者兼首席設計師阿曼·伊布里薩吉奇（Armin Ibrisagic）宣布與謝爾貝里合作開發電子遊戲《Animal Super Squad》。謝爾貝里幫助阿曼設計遊戲的核心概念，並為他提供回饋和創意指導。2019年，謝爾貝里再度發布兩款手機遊戲：11月15日的《PewDiePie's Pixelings》和12月12日的《Poopdie》。後一款遊戲因其「粗俗的圖像和聲音效果可能會讓用戶反感」而被App Store拒絕上架，但可在Android上下載。
企鵝集團的下屬品牌Razorbill於2015年10月20日出版了謝爾貝里撰寫的《這本書愛你》，這本書是插圖搭配幽默諺語的合集和勵志書籍的戲仿品。它連續兩週在紐約時報暢銷書榜的青少年平裝書類別中排名第一。謝爾貝里和他的妻子馬爾齊亞推出了中性服裝品牌「Tsuki」；他也將他的周邊商品上架到represent網站。

### 贊助
2014年4月至8月，謝爾貝里和當時的女友馬爾齊亞為传奇影业電影《忐忑》開展行銷活動。包括一部以他參與「地下墓穴挑戰」為特色的迷你劇，他要在墓穴中尋找三把鑰匙，以解鎖一個裝有「賢者之石」的箱子。2015年1月，激浪與謝爾貝里合作發起一場同人小說競賽，比賽中獲勝的同人小說將被製作成動畫並上傳到他的頻道。
雖然他在職業生涯早期曾建立過合作夥伴關係，但謝爾貝里堅持認為他很少與品牌合作和業配。他覺得自己已從YouTube賺到足夠多的錢，並發現代言過多品牌對他的粉絲不尊重。然而有相當多人誤解他的原意，他失望表示：「如果我在Twitter上提到這個或那個Kickstarter項目很酷，人們就會立即開始問我可能對它有什麼經濟利益。」最終，謝爾貝里開始與更多品牌合作，並表示想與品牌建立真正的關係，並慶幸沒有倚靠他們來支撐他的職業生涯。2019年1月，謝爾貝里宣布與能量饮料公司G Fuel建立合作夥伴關係。

### 其他媒體

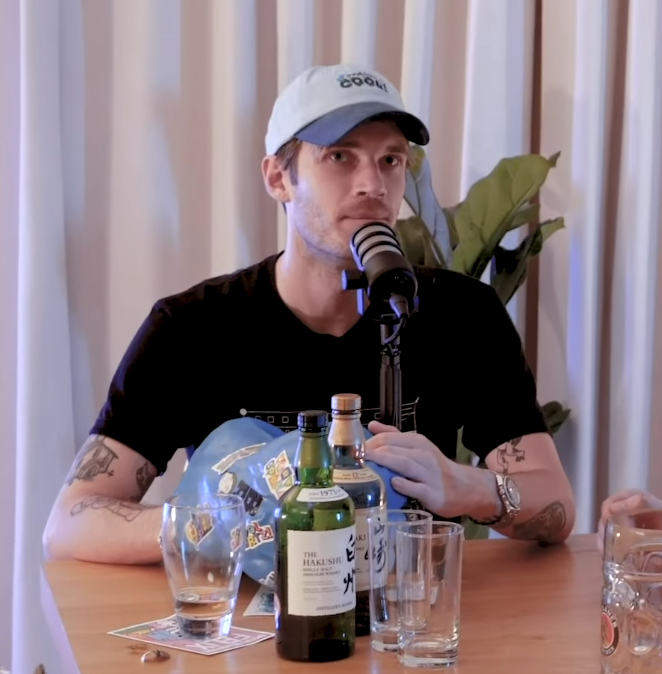
2019年在Cold Ones Podcast的謝爾貝里。

除了他自己的YouTube頻道，謝爾貝里還出現在其他YouTube創作者的影片中。2013年4月，他在《經典饒舌爭霸戰》一集中客串扮演米哈伊尔·巴瑞辛尼科夫。2013年7月，他與喜劇搭檔Smosh的安東尼·帕迪亞（Anthony Padilla）、伊恩·席克斯（Ian Hecox）以及珍娜·瑪柏一起擔任《互聯網偶像》第二季的客座評委。謝爾貝里還出現在2013年－2016年和2019年的YouTube年度回顧影片中。
2014年6月3日，瑞典廣播電台邀請謝爾貝里主持關於他自己的廣播節目《Sommar i P1》，並使用瑞典語和英語錄製。瑞典語版本於同年8月9日在瑞典廣播電台第一套節目上播出，英語版本亦隨後在網上發布。2014年12月，謝爾貝里客串出演動畫第18季的兩集。這兩集作為季節的上下部分結局。上部分名為〈#REHASH〉，於12月3日播出；下部分名為〈#HappyHolograms〉，於12月10日播出。在劇集中，他戲仿自己與其他Let's Play評論員，情緒激動的實況遊玩《決勝時刻》。
2015年7月，謝爾貝里被宣佈擔任Vimeo奇幻網路劇《奧斯卡的奇幻生物酒店》的配音員。同年10月，他作為嘉賓在《荷伯報到》登場，史蒂芬·荷伯稱他為「網際網路的皇帝」。2016年2月，他出現在《康納秀》節目的Clueless Gamer部分遊玩《孤岛惊魂：原始杀戮》。2019年，他在YouTube Podcast《Cold Ones》擔任嘉賓。

## 慈善事業
謝爾貝里的人氣使他能夠激起人們對募款活動的支持。他曾參與世界自然基金會和聖祖德兒童研究醫院的慈善工作。2013年，他發起了「水運動」（Water Campaign）的慈善活動，粉絲可以向慈善機構水慈善捐款，以紀念和慶祝頻道達到1000萬訂閱，稱每當活動影片獲得500次觀看，他就向該機構捐款一美元，上限為10,000美元。謝爾貝里預定籌款金額為US$250,000，但最終籌達$446,612。他也在2016年2月為水慈善組織另一場慈善活動。該活動籌集了$152,239，超過原先$100,000的目標。
為慶祝2014年6月訂閱人數達到2500萬，謝爾貝里宣布要為救助兒童會籌集250,000美元的目標，最後募集630,000美元。在接受瑞典雜誌《Icon》的採訪時，他表達未來想繼續從事慈善活動的心願，並且還稱讚約翰·葛林和漢克·葛林為讓他想到用慈善舉動製作影片的靈感來源。這些影片由遊戲製造商和廣告商購買，價格為50,000美元。2016年12月，他與其他Revelmode的創作者共同主持一場為期兩天（12月9日－10日）每天下午6-10點 (GMT)的直播「Cringemas」。他們在直播期間為一家致力於幫助消除非洲愛滋病毒／愛滋病的慈善機構「RED」募集資金。首日活動結束後，YouTube將其10萬美元的目標翻倍變成20萬美元。直播收場時，他們在比爾及梅琳達·蓋茲基金會的幫助下總共募集超過130萬美元。
2018年12月3日，謝爾貝里宣布他在眾籌平台GoFundMe上為兒童權利與你（CRY）發起募款活動，以幫助印度兒童，部分原因是為了回應他先前針對印度人的種族主義言論。他還在12月4日主持一場直播，將籌集的20萬美元收益都捐贈給CRY。2019年6月，在網路名人Etika於6月19號自殺後，謝爾貝里與美國演員傑克·布萊克在GoFundMe上為全國精神疾病聯盟（NAMI）籌款，也在和布萊克直播玩《當個創世神》時募集資金。他自己為活動捐獻1萬美元，並設法為NAMI籌集3萬美元。謝爾貝里曾在2017年英國心理健康意識週對心理健康話題發表過演講，提到他與自己內心的鬥爭，他在影片中點出各種有助於心理健康的資源。
為慶祝2019年9月獲得一億訂閱，謝爾貝里在一部影片中公布將向國際猶太非政府組織「反誹謗聯盟」（ADL）捐贈50,000美元。部分粉絲批評他的決定，理由是ADL的行徑和立場有爭議。而Kotaku和Vice則讚揚謝爾貝里的行為，並責備那些反對捐款的粉絲。在謝爾貝里最初公布的兩天後，他在另一支影片中宣布要撤回捐款。他表示這次的捐款是被建議的，並沒有像以前一樣親自挑選他熱衷的組織。此外，他確認在未來某時他仍會向一個組織捐贈50,000美元，但要在他深思熟慮後。2019年10月31日，謝爾貝里向Team Trees捐贈69,420美元。這是一項保護環境的募款活動，承諾每捐一美元就種植一棵樹以對抗森林砍伐。捐款數目是網路文化數字69和420的組合。2020年6月上旬，謝爾貝里為判決計劃組織、警察暴行的受害者以及在喬治·佛洛伊德被謀殺後受到「黑人的命也是命」示威者搶劫和騷亂影響的小企業募集了超過116,000美元。

## 個人生活

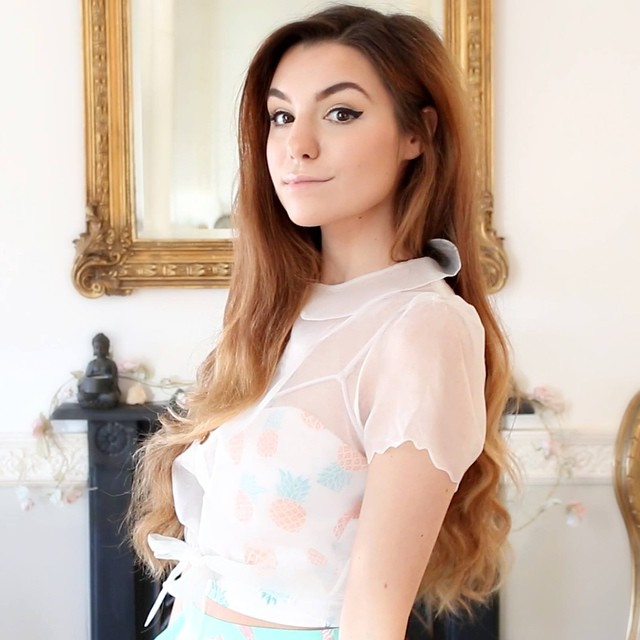
菲利克斯的妻子馬爾齊亞·謝爾貝里，她偶爾會出現在他的影片。

PewDiePie一開始和家人住在瑞典，之後與女朋友馬爾齊亞·比索琳先後分別在義大利及瑞典同居。2011年，比索琳的一位女性好友介紹她看PewDiePie的YouTube影片，後來比索琳寫信給PewDiePie，倆人因而結緣。她也是一名YouTuber，截至2018年5月19日，其頻道（CutiePieMarzia）已超過730萬人次訂閱。為了住得離海邊更靠近一點，及獲得更好的網路品質，他和比索琳於2013年7月移至英國東薩塞克斯郡布萊頓-霍夫定居。後來他表示很享受住在那裡，因為他能隱姓埋名。2018年4月27日，比索琳在其Instagram上公佈PewDiePie已在她們於日本神奈川縣橫濱市的旅行期間向她求婚。2019年8月19日，PewDiePie與其相戀八年的女友馬爾齊亞在倫敦泰晤士河畔金斯頓的邱園舉辦結婚典禮。PewDiePie曾在2019年在日本購置房產，但因COVID-19限制遲遲無法入境。2022年5月，他與妻子以為期五年的商務簽證正式搬到日本的家中。
PewDiePie養了2隻巴哥犬，分別名叫埃德加（Edgar、2012-）和瑪雅（Maya、2005-2022）。關於他的政治信仰，PewDiePie表示他「比任何事都更不關心政治」，並且是「介於兩者之間」的左派和右派。他的宗教觀點曖昧不明，正如他在2019年的一段影片中所說：「我不知道我該如何看待自己的宗教信仰」。此前，他曾表示自己是一個不可知論的無神論者。
2023年7月11日，兒子Björn出生。

## 影視作品列表
| 年份            | 標題                     | 飾演                  | 集數     | 腳註                                    |
| --------------- | ------------------------ | --------------------- | -------- | --------------------------------------- |
| 2013            | 《經典饒舌爭霸戰》       | 米哈伊尔·巴瑞辛尼科夫 | 1        | [ 306 ]                                 |
| 2013            | 《互聯網偶像》           | 他自己                | 1        | [ ‡ 34 ]                                |
| 2013、2015      | 《Smosh Babies》         | 嬰兒PewDiePie         | 2        | [ aa ]                                  |
| 2013–2016、2019 | 《YouTube年度回顧》      | 他自己                | 5        | [ 307 ] [ 308 ] [ 309 ] [ 310 ] [ 311 ] |
| 2014            | 《美好虛擬早晨》         | 他自己                | 1        | [ ‡ 39 ]                                |
| 2014            | 《asdfmovie》            | 孤獨的人／魔術師      | 1        | [ ‡ 40 ]                                |
| 2014            | 《南方公園》             | 他自己                | 2        | [ 315 ]                                 |
| 2015            | 《奧斯卡的奇幻生物酒店》 | Brock                 | 6        | [ 317 ]                                 |
| 2015            | 《Pugatory》             | 埃德加                | 6        | [ 359 ]                                 |
| 2016            | 《嚇唬PewDiePie》        | 他自己                | 10（全） | [ 360 ]                                 |

## 遊戲作品列表
| 年份 | 遊戲                                             | 類型     | 平台                                                       | 開發商            | 備註     | 腳註            |
| ---- | ------------------------------------------------ | -------- | ---------------------------------------------------------- | ----------------- | -------- | --------------- |
| 2015 | 《PewDiePie：兄弟拳傳奇》                        | 平台     | iOS、Android、Microsoft Windows、macOS                     | Outerminds Inc.   |          | [ 289 ]         |
| 2016 | 《PewDiePie主播模擬器》                          |          | iOS、Android                                               | Outerminds Inc.   |          | [ 291 ]         |
| 2017 | 《地獄救援》                                     | 平台     | Microsoft Windows、macOS、Linux、任天堂Switch              | Atmos Games       | 配音角色 | [ 361 ] [ 362 ] |
| 2018 | 《動物超級小隊》（Animal Super Squad）           | 益智     | iOS、Microsoft Windows、macOS、PS4、任天堂Switch、Xbox One | Doublemoose Games |          | [ 363 ]         |
| 2019 | 《PewDiePie的像素冒險》（PewDiePie's Pixelings） | 策略     | iOS、Android                                               | Outerminds Inc.   |          | [ 294 ]         |
| 2019 | 《Poopdie》                                      | 迷宫探索 | iOS、Android、任天堂Switch                                 | Bulbware          |          | [ 295 ]         |

## 唱片列表
| 標題                                         | 年份 | 最高排名  | 最高排名 | 最高排名 | 最高排名 | 腳註     |
| 標題                                         | 年份 | SWE Heat. | NZ Hot   | SCO      | US Com.  | 腳註     |
| -------------------------------------------- | ---- | --------- | -------- | -------- | -------- | -------- |
| 《婊子千層麵》 （與Party In Backyard）       | 2018 | —         | —        | —        | —        | [ 131 ]  |
| 《Rewind Time》 （與Party In Backyard）      | 2018 | —         | —        | —        | —        | [ ‡ 41 ] |
| 《Congratulations》 （與Roomie和Boyinaband） | 2019 | 8         | 27       | 77       | 1        | [ 150 ]  |
| 《Mine All Day》 （與Party In Backyard）     | 2019 | —         | —        | —        | 3        | [ 368 ]  |
| 《Coco》                                     | 2021 | —         | —        | —        | —        | [ 150 ]  |

## 獲獎記錄
| 年份 | 獎項             | 類別                         | 結果 | 腳註          |
| ---- | ---------------- | ---------------------------- | ---- | ------------- |
| 2013 | 社群之星獎       | 最熱門的社群影片獎           | 獲獎 | [ 38 ] [ 35 ] |
| 2013 | 社群之星獎       | 瑞典社群之星獎               | 獲獎 | [ 36 ]        |
| 2013 | 第5屆肖蒂獎      | #遊戲                        | 獲獎 | [ 369 ]       |
| 2014 | 2014青少年票選獎 | 網路明星：遊戲               | 獲獎 | [ 370 ]       |
| 2014 | 第4屆串流獎      | 最佳遊戲頻道，節目或系列     | 提名 | [ 371 ]       |
| 2014 | 金摇杆奖         | 遊戲名人                     | 獲獎 | [ 372 ]       |
| 2015 | 2015青少年票選獎 | 網路男明星票選獎             | 提名 | [ 373 ]       |
| 2015 | 第5屆串流獎      | 最佳第一人稱頻道，節目或系列 | 提名 | [ 374 ]       |
| 2015 | 第5屆串流獎      | 最佳網路遊戲頻道，節目或系列 | 獲獎 | [ 374 ]       |
| 2015 | 金摇杆奖         | 遊戲名人                     | 獲獎 | [ 375 ]       |
| 2016 | 第8屆肖蒂獎      | 年度YouTuber                 | 提名 | [ 376 ]       |
| 2017 | 2017青少年票選獎 | 最受喜愛的YouTube明星        | 提名 | [ 377 ]       |
| 2019 | 2019青少年票選獎 | 遊戲玩家票選獎               | 獲獎 | [ 378 ]       |

## 出版書籍
- Kjellberg, Felix. . Razorbill (企鵝出版（英语：Penguin Group）). 2015. ISBN 978-1101999042.

## 腳註
1. ↑  2016年，PewDiePie的Jack septiceye2频道也获得了一个银色播放按钮[‡ 1]
2. ↑  2016年，PewDiePie的Jack septiceye2频道也获得了一个金色播放按钮[‡ 1]
3. ↑  謝爾貝里在瑞典語中使用替代發音[ˈɕɛ̌lːbærj]說出他自己的名字（重音1而不是重音2）[5]。
4. ↑  thot＝that hoe over there（那邊那個妹(或婊子)）
5. ↑  "Your language sounds like it come [sic] from a mumblerap community"
6. 1 2  C世代又稱連結世代（Connected Generation）—Creation、Curation, Connection和Community
7. ↑  截至2021年5月30日，YouTube共有四個頻道達到1億訂閱。但不確定是否每個頻道都有收到應有的獎牌
8. 1 2  一首針對T-Series的戲謔曲風音樂影片[131]。影片與音樂製作人Party in Backyard合作製作。
9. 1 2  一首反諷T-Series成功在訂閱數超越他的音樂影片，提到T-Series的各種爭議。影片由他與Roomie、Boyinaband合作製作而成[150]。
10. 1 2  基於2013年的電子遊戲《絕命精神病院》，為《Scare PewDiePie》的第一季第七集[226][‡ 19]。
11. 1 2  Let's Play風格片段的合集[75]。
12. ↑  開箱YouTube為了紀念他的頻道達到5000萬訂閱，向PewDiePie送的定制紅寶石播放按鈕獎[3]。
13. ↑  與其他幾位內容創作者合作，模仿「YouTube年度回顧」影片風格的混搭影片，以回應2018年飽受批評的年度回顧影片並加以改進[125]。
14. 1 2  PewDiePie遊玩遊戲片段的另一個合集； 包含《南方公园：真理之杖》、《黑暗靈魂II》和《山羊》。
15. ↑  由Schmoyoho（也稱格雷戈里兄弟）製作的音MAD影片，將PewDiePie的聲音調音後和影片片段配對而成[31]。
歌名來源於星際大戰虛構角色「赫特人賈霸」。
16. ↑  PewDiePie回顧他過去的內容，從《Minecraft Multiplayer Fun》到他獲得1億訂閱的過程，並開箱YouTube為獎勵他達到里程碑而頒發的紅鑽獎牌[227]。他還宣布向反誹謗聯盟捐款50,000美元，但後來取消[228]。
17. 1 2  該影片是PewDiePie《搞笑遊戲蒙太奇》系列首集，於他剛開始在YouTube走紅時上傳。包含《失憶症：黑暗後裔》、《瘦長鬼影》和《舞力全開4》等遊戲遊玩片段[31]。
18. ↑  PewDiePie最古老的影片，片中他和朋友遊玩《當個創世神》[19]。
19. ↑  PewDiePie遊玩遊戲的合集，以恐怖遊戲Let's Play片段為特色。
20. ↑  PewDiePie遊玩遊戲的另一個合集[229]。
21. ↑  他對被引用在傑克·保羅歌曲《It's Everyday Bro》的音樂影片做出反應[230]。
22. ↑  PewDiePie宣布他將休息一段時間，並評論他的Reddit版中的模因。該影片是《LWIAY》系列的第106集[231]。
23. ↑  PewDiePie觀看TLC系列《省錢出絕招》第15集並做出反應。
24. ↑  一於《失憶症：黑暗後裔》中出現的金色雕像，PewDiePie在玩該遊戲時撿起了它，並為他取了名字
25. ↑  Stephano? What the fuck PewDiePie!
26. ↑  Razorbill為企鵝集團旗下的imprint（品牌或分類）
27. ↑  配音《Ian's Lost Love》和《The New Teacher》[‡ 37][‡ 38]

### 引用
1. 1 2  . 2019-08-19  [2019-08-19]. （原始内容存档于2019-08-30）.
2. 1 2 3 4 5  Wadeson, Danny. . Polygon. 2013-09-06  [2015-06-22]. （原始内容存档于2015-06-27）.
3. 1 2 3  Cohen, Joshua. . Tubefilter. 2016-12-19  [2018-08-01]. （原始内容存档于2018-07-28）.
4. 1 2  Weiss, Geoff. . Tubefilter. 2019-09-09  [2020-03-27]. （原始内容存档于2020-03-27）.
5. 1 2  Henrik Johnsson.  (MP3) (廣播). 瑞典廣播電台. 2014-08-09  [2018-05-02]. （原始内容存档于2018-05-02）.
6. 1 2 3 4  Lindstrom, Lars. . Expressen. 2012-07-13  [2012-10-08]. （原始内容存档于2012-09-23）.
7. ↑  Leskin, Paige. . 商業內幕. 2020-03-05  [2020-04-04]. （原始内容存档于2019-12-19） （英语）.
  - Leskin, Paige. . 商業內幕. 2019-09-10  [2020-04-04]. （原始内容存档于2019-12-19） （英语）.
8. 1 2  Rosengren, Lina. . IDG.se. 2012-11-19  [2012-11-21]. （原始内容存档于2012-11-21） （瑞典语）.
9. 1 2  Dewey, Caitlin. . 華盛頓郵報. 2015-09-09  [2018-07-31]. （原始内容存档于2018-12-21） （英语）.
10. 1 2 3 4  . Biography.   [2021-03-07]. （原始内容存档于2021-04-19） （美国英语）.
11. 1 2 3 4 5 6 7 8 9 10  Parker, Laura A. . 滾石. 2015-12-16  [2021-03-07]. （原始内容存档于2016-04-08） （美国英语）.
12. 1 2  Gallagher, Paul. . 獨立報. 2013-11-15  [2013-11-23]. （原始内容存档于2013-11-22） （英语）.
13. 1 2  . 蘋果日報. 2015-01-24  [2015-01-27]. （原始内容存档于2015-01-27）.
14. 1 2 3 4 5 6 7 8 9 10 11 12  Drehs, Wayne. . ESPN. 2015-06-11  [2015-06-11]. （原始内容存档于2015-06-11） （英语）.
15. 1 2 3  Dredge, Stuart. . 衛報. 2015-06-08  [2015-06-16]. （原始内容存档于2015-06-16） （英语）.
16. 1 2 3  . PRWeb. 2012-09-21  [2012-11-11]. （原始内容存档于2013-10-12） （英语）.
17. ↑  Fahey, Mike. . Kotaku. 2012-02-27  [2012-10-08]. （原始内容存档于2012-08-09） （英语）.
18. ↑  Lindström, Lars. . Expressen. 2012-03-28  [2012-10-08]. （原始内容存档于2012-09-26） （英语）.
19. 1 2 3 4 5 6 7 8 9  Hernandez, Patricia. . Kotaku. 2014-12-19  [2015-02-08]. （原始内容存档于2015-02-10） （英语）.
20. ↑  Chayer, Sarah. . Fourth Estate. University of Wisconsin–Green Bay. 2013-03-27  [2013-04-08]. （原始内容存档于2013-07-03） （英语）.
21. 1 2  . 2012-05-18  [2018-11-24]. （原始内容存档于2012-05-18） （英语）.
22. ↑  . EITB. 2012-06-12  [2012-10-08]. （原始内容存档于2013-11-10）.
23. ↑  . eitbcom. YouTube. 2012-06-22  [2012-10-08]. （原始内容存档于2012-09-05）.
24. ↑  Gutelle, Sam. . Tubefilter. 2012-10-08  [2012-10-14]. （原始内容存档于2012-10-14）.
25. 1 2  Dredge, Stuart. . 衛報. 2014-10-06  [2014-10-12]. （原始内容存档于2014-10-10） （英语）.
26. 1 2 3 4  Woolley, Emma. . 環球郵報. 2014-02-25  [2014-07-07]. （原始内容存档于2014-07-07） （英语）.
27. ↑  Sawyer, Michae. . Polygon. 2017-02-21  [2018-08-03]. （原始内容存档于2018-08-03） （英语）.
28. ↑  PewDiePie. . PewDiePie. Tumblr. 2012-10-25  [2014-07-07]. （原始内容存档于2014-10-12）.
29. ↑  Dube, Aakarsh. . Mashable India. 2019-10-29  [2020-04-22]. （原始内容存档于2021-05-20） （英语）.
30. 1 2  Mamiit, Aaron. . Tech Times. 2015-05-14  [2019-01-03]. （原始内容存档于2018-08-03） （英语）.
31. 1 2 3  . 国际财经时报. 2016-12-11  [2019-01-03]. （原始内容存档于2021-03-08） （英语）.
32. ↑  Yin-Poole, Wesley. . Eurogamer. 2015-07-08  [2019-01-04]. （原始内容存档于2021-03-08） （英语）.
33. ↑  Huddleston Jr., Tom. . CNBC. 2018-08-31  [2019-01-04]. （原始内容存档于2018-08-31） （英语）.
34. 1 2  O'Leary, Amy. . 紐約時報. 2013-04-12  [2013-04-15]. （原始内容存档于2013-04-19） （英语）.
35. 1 2  Jones, Steve. . 今日美國. 2013-05-23  [2013-05-23]. （原始内容存档于2013-05-24） （英语）.
36. 1 2  Lee, Jan. . Asia One. 2013-05-25  [2013-05-27]. （原始内容存档于2013-06-21） （英语）.
37. ↑  Jones, Steve. . 今日美國. 2013-05-23  [2013-05-23]. （原始内容存档于2013-05-24） （英语）.
38. 1 2  AFP Relax. . 雅虎新聞. 2013-05-21  [2013-05-29]. （原始内容存档于2013-10-31）.
39. 1 2  Gutelle, Sam. . Tubefilter. 2013-07-06  [2013-07-10]. （原始内容存档于2013-07-09） （英语）.
40. ↑  . Social Blade. 2013-07-27  [2018-11-07]. （原始内容存档于2013-07-27） （英语）.
41. ↑  Graser, Marc. . Variety. 2013-08-01  [2017-02-14]. （原始内容存档于2017-02-28） （英语）.
42. ↑  Gutelle, Sam. . Tubefilter. 2013-08-05  [2013-11-17]. （原始内容存档于2013-10-06） （英语）.
43. 1 2  Cohen, Joshua. . Tubefilter. 2013-08-15  [2013-08-16]. （原始内容存档于2013-08-23）.
44. ↑  Hernandez, Vittorio. . International Business Times. 2013-07-09  [2013-07-10]. （原始内容存档于2014-11-03）.
45. ↑  Gutelle, Sam. . Tubefilter. 2013-07-06  [2013-07-10]. （原始内容存档于2013-07-09）.
46. ↑  Dewey, Caitlin. . 華盛頓郵報. 2014-03-25  [2018-11-03]. （原始内容存档于2018-12-15） （英语）.
47. 1 2  Cohen, Joshua. . Tubefilter. 2013-11-01  [2013-11-23]. （原始内容存档于2013-11-05） （英语）.
48. 1 2  Cohen, Joshua. . Tubefilter. 2013-11-04  [2013-11-23]. （原始内容存档于2013-11-05）.
49. ↑  Dean, Grace. . T3. 2013-11-10  [2013-11-23]. （原始内容存档于2013-11-12） （英语）.
50. 1 2
51. ↑  Gutelle, Sam. . Tubefilter. 2013-12-27  [2013-12-30]. （原始内容存档于2013-12-30）.
52. 1 2  Gutelle, Sam. . Tubefilter. 2013-12-31  [2014-01-05]. （原始内容存档于2014-01-05） （英语）.
53. 1 2  Couch, Aaron. . 告示牌. 2013-12-11  [2014-09-27]. （原始内容存档于2014-09-17） （英语）.
54. ↑  Dredge, Stuart. . 衛報. 2014-01-20  [2014-01-20]. （原始内容存档于2014-01-21） （英语）.
55. 1 2 3 4  Cohen, Joshua. . Tubefilter. 2014-03-04  [2014-04-06]. （原始内容存档于2014-03-10） （英语）.
56. ↑  Dredge, Stuart. . 衛報. 2014-08-01  [2015-05-17]. （原始内容存档于2015-04-11） （英语）.
57. ↑  Levine, Brittany. . Mashable. 2014-09-02  [2014-09-20]. （原始内容存档于2014-09-22） （英语）.
58. ↑  Whitehead, Dan. . Eurogamer. 2014-09-03  [2014-09-20]. （原始内容存档于2014-09-06）.
59. ↑  Stuart, Keith. . 衛報. 2014-09-03  [2015-07-23]. （原始内容存档于2015-07-21）.
60. ↑  Henry, Zoe. . Moneybox. Slate (雜誌). 2014-10-17  [2014-10-20]. （原始内容存档于2014-10-20）.
61. ↑  Brouwer, Bree. . Tubefilter. 2014-10-13  [2018-08-01]. （原始内容存档于2018-08-01） （英语）.
62. ↑  Kuchera, Ben. . Polygon. 2014-11-05  [2014-11-10]. （原始内容存档于2014-11-10） （英语）.
63. ↑  Dave, Paresh. . 洛杉磯時報. 2014-09-15  [2014-09-21]. （原始内容存档于2014-09-20） （英语）.
64. ↑  Graser, Marc. . Variety. 2014-09-15  [2015-02-18]. （原始内容存档于2015-02-18） （英语）.
65. ↑  Maiberg, Emanuel. . GameSpot. 2014-10-04  [2014-10-12]. （原始内容存档于2014-10-12） （英语）.
66. 1 2 3 4 5 6 7 8 9 10 11  Lindholm, Maria. . Icon Magazine. 2014-10  [2014-10-12]. （原始内容存档于2014-10-05） （英语）.
67. ↑  Grundberg, Sven; Hansegard, Jens. . 華爾街日報. 2014-10-03  [2014-10-12]. （原始内容存档于2014-10-06） （英语）.
68. ↑  Cohen, Joshua. . Tubefilter. 2014-10-07  [2014-10-12]. （原始内容存档于2014-10-11） （英语）.
69. 1 2 3  Cohen, Joshua. . Tubefilter. 2015-01-23  [2015-02-02]. （原始内容存档于2015-01-28） （英语）.
70. 1 2  Dredge, Stuart. . 衛報. 2015-01-16  [2015-02-08]. （原始内容存档于2015-01-29） （英语）.
71. ↑  . Social Blade.   [2017-10-31]. （原始内容存档于2015-01-05） （英语）.
72. ↑  . Social Blade.   [2017-01-31]. （原始内容存档于2015-01-02）.
73. ↑  Stark, Chelsea. . Mashable. 2015-07-22  [2015-07-23]. （原始内容存档于2015-07-24） （英语）.
74. ↑  Dewey, Caitlin. . 華盛頓郵報. 2015-09-09  [2018-07-31]. （原始内容存档于2018-12-21） （英语）.
75. 1 2 3 4  Cohen, Joshua. . Tubefilter. 2015-09-06  [2015-09-07]. （原始内容存档于2015-09-08） （英语）.
76. 1 2  Weiss, Geoff. . Tubefilter. 2016-12-28  [2019-01-03]. （原始内容存档于2016-12-31） （英语）.
77. 1 2  Castillo, Michelle. . CNBC. 2016-12-09  [2020-04-22]. （原始内容存档于2021-05-24） （英语）.
78. 1 2 3  Oppenheim, Maya. . 獨立報. 2016-12-11  [2020-04-22]. （原始内容存档于2021-05-24） （英语）.
79. ↑  Alexander, Julia. . The Verge. 2019-04-05  [2021-06-05]. （原始内容存档于2021-05-23） （英语）.
80. 1 2  Popper, Ben. . The Verge. 2016-12-08  [2020-04-22]. （原始内容存档于2019-04-04） （英语）.
81. ↑  Gebel, Meira. . 商業內幕. 2018-12-14  [2019-01-04]. （原始内容存档于2018-12-13）.
82. ↑  Leskin, Paige; Gebel, Meira. . 商業內幕. 2019-09-30  [2020-04-22]. （原始内容存档于2019-10-13） （英语）.
  - Gebel, Meira. . 商業內幕. 2018-12-12  [2020-04-22]. （原始内容存档于2018-12-13） （英语）.
83. ↑  Gutelle, Sam. . Tubefilter. 2017-01-30  [2019-01-03]. （原始内容存档于2021-05-24） （英语）.
84. 1 2 3 4 5 6 7  Roose, Kevin. . 紐約時報. 2019-10-09  [2020-04-04]. （原始内容存档于2020-04-04） （英语）.
85. ↑  Acuna, Kirsten. . Tech Insider. 商業內幕. 2015-09-14  [2015-10-23]. （原始内容存档于2015-10-30） （英语）.
86. 1 2  Sarkar, Samit. . Polygon. 2015-10-21  [2015-10-23]. （原始内容存档于2016-11-16） （英语）.
87. 1 2 3 4  Popper, Ben. . The Verge. 2016-02-10  [2018-08-01]. （原始内容存档于2018-08-01） （英语）.
88. 1 2 3  Spangler, Todd. . Variety. 2016-01-13  [2016-01-19]. （原始内容存档于2016-01-17） （英语）.
89. 1 2  Gutelle, Sam. . Tubefilter. 2016-12-08  [2016-12-10]. （原始内容存档于2016-12-10） （英语）.
90. ↑  . Revelmode.   [2019-02-03]. （原始内容存档于2016-10-27） （英语）.
91. 1 2  Campbell, Colin. . Polygon. 2016-04-25  [2016-12-09]. （原始内容存档于2016-12-20） （英语）.
92. 1 2 3 4  Hernandez, Patricia. . Kotaku. 2016-12-02  [2016-12-09]. （原始内容存档于2016-12-08） （英语）.
93. ↑  Hernandez, Patricia. . Kotaku. 2016-04-25  [2016-04-27]. （原始内容存档于2016-04-27） （英语）.
94. ↑  Palladino, Valentina. . Ars Technica. 2016-12-09  [2016-12-09]. （原始内容存档于2016-12-09） （英语）.
95. 1 2  Chan, Melissa. . Fortune. 2016-12-08  [2016-12-08]. （原始内容存档于2016-12-10） （英语）.
96. ↑  Cohen, Joshua. . Tubefilter. 2016-12-05  [2020-04-22]. （原始内容存档于2021-03-08） （英语）.
97. ↑  . Social Blade.   [2017-02-16]. （原始内容存档于2017-02-16） （英语）.
98. ↑  . Social Blade.   [2017-02-16]. （原始内容存档于2017-02-16） （英语）.
99. ↑  . 国际财经时报. 2017-01-11  [2017-01-18]. （原始内容存档于2017-01-16） （英语）.
100. ↑  Spangler, Todd. . Variety. 2017-02-16  [2017-02-18]. （原始内容存档于2017-02-17）.
101. 1 2  PewDiePie. . PewDiePie. Tumblr. 2017-02-12  [2017-02-14]. （原始内容存档于2017-02-14）.
102. 1 2  Major, Kirsty. . 獨立報. 2017-02-14  [2017-02-16]. （原始内容存档于2017-02-15） （英语）.
103. 1 2  Mahdawi, Arwa. . 衛報. 2017-02-15  [2017-02-16]. （原始内容存档于2017-02-15） （英语）.
104. ↑  Kuchera, Ben. . Polygon. 2017-02-15  [2017-02-16]. （原始内容存档于2017-02-15） （英语）.
105. ↑  Winkler, Rolfe; Nicas, Jack; Fritz, Ben. . The Wall Street Journal. February 2017  [2017-02-14]. （原始内容存档于2017-02-14）.
106. ↑  Berg, Madeline. . 福布斯. 2017-02-13  [2017-02-14]. （原始内容存档于2017-02-17） （英语）.
107. ↑  Solon, Olivia. . 衛報. 2017-02-14  [2017-02-16]. （原始内容存档于2017-02-16） （英语）.
108. ↑  Hernandez, Patricia. . Kotaku. 2017-02-16  [2020-03-30]. （原始内容存档于2021-05-05） （英语）.
109. 1 2 3 4  Palladino, Valentina. . Ars Technica. 2017-04-11  [2017-04-26]. （原始内容存档于2017-04-27） （英语）.
110. ↑  Ghosh, Shona. . 商业内幕. 2017-04-11  [2017-04-26]. （原始内容存档于2017-04-27） （英语）.
111. ↑  Meekin, Paul. . Heavy. 2017-09-10  [2017-09-11]. （原始内容存档于2017-09-10） （美国英语）.
112. ↑  Hernandez, Patricia. . Kotaku. 2017-09-10  [2017-09-12]. （原始内容存档于2017-09-11） （美国英语）.
113. ↑  Feldman, Kate. . 紐約每日新聞. 2017-09-12  [2017-09-12]. （原始内容存档于2017-09-13） （英语）.
114. ↑  Donnelly, Joe. . PC Gamer. 2017-09-12  [2017-09-12]. （原始内容存档于2017-09-13）.
115. 1 2  Hill, Siri. . 瑞典电视台. 2018-12-05  [2020-04-18]. （原始内容存档于2021-03-08） （瑞典语）.
116. 1 2 3 4 5 6 7  MacInnes, Paul. . 衛報. 2018-04-05  [2018-08-01]. （原始内容存档于2018-08-01） （英语）.
117. ↑  Asarch, Steven. . 新闻周刊. 2018-05-24  [2018-08-09]. （原始内容存档于2018-08-08） （英语）.
118. ↑  Asarch, Steven. . 新闻周刊. 2018-05-24  [2018-08-09]. （原始内容存档于2018-08-08） （英语）.
119. 1 2  Cagle, Tess. . The Daily Dot. 2018-05-26  [2018-08-01]. （原始内容存档于2018-08-01） （英语）.
120. 1 2  Asarch, Steven. . 新闻周刊. 2018-05-23  [2018-08-01]. （原始内容存档于2018-08-01） （英语）.
121. ↑  Cole, Samantha. . Vice Motherboard. Variety. 2018-05-25  [2018-08-01]. （原始内容存档于2018-07-09） （英语）.
122. 1 2  . Newsbeat. BBC. 2018-07-26  [2018-07-31]. （原始内容存档于2018-07-27） （英语）.
123. 1 2  Alexander, Julia. . The Verge. 2018-12-10  [2018-12-14]. （原始内容存档于2018-12-15） （英语）.
124. 1 2  Romano, Aja. . Vox. 2018-12-13  [2020-06-30] （英语）.[]
125. 1 2  Katzowitz, Josh. . The Daily Dot. 2018-12-28  [2019-01-04]. （原始内容存档于2021-05-24）.
126. 1 2  Mia. . INSIDE. 2018-12-18  [2021-05-29]. （原始内容存档于2021-06-03） （中文（臺灣））.
127. ↑  . 新闻周刊. 2018-12-17  [2021-05-29]. （原始内容存档于2021-06-03） （英语）.
128. ↑  . 網際網路檔案館. 2018-12-17  [2021-05-29]. 原始内容存档于2018-12-17 （英语）.
129. 1 2  Mia. . INSIDE. 2019-04-01  [2021-05-29]. （原始内容存档于2021-06-03） （中文（臺灣））.
130. 1 2  蜜雅. . INSIDE. 2019-08-27  [2021-05-30]. （原始内容存档于2021-06-03） （中文（臺灣））.
131. 1 2 3  Spangler, Todd. . Variety. 2018-12-03  [2018-12-16]. （原始内容存档于2018-12-18） （英语）.
132. 1 2 3  .   [2019-11-21]. （原始内容存档于2021-06-06） （英语）.
133. ↑  Romano, Aja. . Vox. 2018-12-14  [2020-03-27]. （原始内容存档于2018-12-17） （英语）.
134. 1 2 3 4  Hale, James. . Tubefilter. 2019-04-15  [2020-03-27]. （原始内容存档于2021-02-19）.
135. ↑  . Google說明.   [2020-07-13]. （原始内容存档于2021-03-22） （英语）.
136. ↑  Sharma, Rucha. . DNA India. 2018-09-01  [2020-03-27]. （原始内容存档于2018-12-28）.
137. ↑  Ghosh, Shona. . 商業內幕. 2018-10-24  [2018-12-04]. （原始内容存档于2018-11-06）.
138. 1 2  Ghosh, Shona. . 商業內幕. 2019-01-15  [2019-01-15]. （原始内容存档于2019-01-15） （英语）.
139. ↑  . 印度斯坦時報. 2019-02-17  [2019-09-20]. （原始内容存档于2021-05-25） （英语）.
140. ↑  Zee Media Bureau. . Zee News. 2019-03-13  [2019-03-15]. （原始内容存档于2019-03-21） （英语）.
141. ↑  Anthony Blair, Anders Anglesey. . Daily Star. 2019-03-15  [2019-03-15]. （原始内容存档于2019-03-31） （英语）.
142. ↑  Cuthbertson, Anthony. . 獨立報. 2019-03-15  [2019-03-15]. （原始内容存档于2022-01-04） （英语）.
143. ↑  . CNN-News18. 2019-03-15  [2019-03-15]. （原始内容存档于2019-03-15）.
144. ↑  Roose, Kevin. . 紐約時報. 2019-03-15  [2019-03-15]. （原始内容存档于2019-03-21） （英语）.
145. ↑  . Social Blade.   [2019-06-14]. （原始内容存档于2018-09-02） （英语）.
146. ↑  . noxinfluencer.   [2019-06-14] （英语）.
147. 1 2  Cuthbertson, Anthony. . 獨立報. 2019-03-18  [2019-03-29]. （原始内容存档于2019-03-29）.
148. 1 2  Alexander, Julia. . The Verge. 2019-03-31  [2019-04-01]. （原始内容存档于2019-04-01）.
149. ↑  Radulovic, Petrana. . Polygon. 2019-03-31  [2019-04-03]. （原始内容存档于2019-03-31） （英语）.
150. 1 2 3 4  . BBC新聞. 2019-04-01  [2019-04-03]. （原始内容存档于2019-04-01） （英语）.
151. 1 2  Tobin, Ben. . 今日美國. 2019-04-02  [2019-04-03]. （原始内容存档于2019-04-04） （英语）.
152. ↑  . Social Blade. 2019-04-01  [2019-04-02]. （原始内容存档于2019-04-01）.
153. ↑  . Social Blade. 2019-04-01  [2019-04-02]. （原始内容存档于2019-04-01）.
154. ↑  Spangler, Todd. . Variety. 2019-04-09  [2019-04-11]. （原始内容存档于2019-04-10） （英语）.
155. ↑  DLive.  (新闻稿). 美通社. 2019-04-09  [2019-04-11]. （原始内容存档于2019-04-11）.
156. ↑  . Bollywood Hungama. 2019-04-10  [2019-08-25]. （原始内容存档于2021-05-25）.
157. 1 2  Pardiwalla, Tanzim. . Mashable India. 2019-04-12  [2019-08-25]. （原始内容存档于2021-03-08）.
158. ↑   (PDF). IPRMENTLAW.   [2019-04-10]. （原始内容存档 (PDF)于2019-04-10）.
159. 1 2 3 4 5  Ghosh, Shona. . 商業內幕. 2019-08-13  [2019-08-25]. （原始内容存档于2021-05-25） （英语）.
160. ↑  Zwiezen, Zack. . Kotaku. 2019-04-28  [2019-04-28]. （原始内容存档于2019-04-28） （英语）.
161. 1 2  Alexander, Julia. . The Verge. 2019-04-28  [2019-04-28]. （原始内容存档于2019-04-28） （英语）.
162. ↑  Alexander, Julia. . The Verge. 2019-04-29  [2019-04-29]. （原始内容存档于2019-04-29） （英语）.
163. ↑  Alexander, Julia. . The Verge. 2019-06-10  [2021-01-09]. （原始内容存档于2021-02-08） （英语）.
164. ↑  Porter, Jeff. . Gamestingr. 2021-02-15  [2021-02-15]. （原始内容存档于2021-05-20） （英语）.
165. 1 2 3 4  Porter, Jeff. . Gamestingr. 2021-02-15  [2021-02-15]. （原始内容存档于2021-05-20） （英语）.
166. 1 2 3 4 5 6 7 8  Alexander, Julia. . The Verge. 2019-08-07  [2019-08-17]. （原始内容存档于2019-11-03） （英语）.
167. 1 2 3  Hernandez, Patricia. . Polygon. 2019-08-01  [2019-08-16]. （原始内容存档于2019-09-05） （英语）.
168. 1 2  Hernandez, Patricia. . Polygon. 2019-08-01  [2019-08-16]. （原始内容存档于2019-09-05） （英语）.
169. ↑  Busby, Mattha. . 衛報. 2019-08-25  [2019-08-25]. （原始内容存档于2019-10-20） （英语）.
170. ↑  Tassi, Paul. . 福布斯. 2019-08-25  [2019-10-20]. （原始内容存档于2019-10-11） （英语）.
171. ↑  @YouTube.  (推文). 2019-08-25 –Twitter.
172. ↑  YouTube. . @YouTube. 2019-09-06  [2019-09-18]. （原始内容存档于2019-09-21） （英语）.
173. ↑  . Android Central. 2019-09-09  [2019-09-18]. （原始内容存档于2019-09-13） （英语）.
174. 1 2  . The Daily Dot. 2019-10-20  [2019-10-21]. （原始内容存档于2019-10-21） （英语）.
175. 1 2  . Inside. 2019-10-18  [2019-10-23]. （原始内容存档于2019-10-21） （中文（臺灣））.
176. 1 2  Banim, Julia. . UNILAD. 2019-10-20  [2019-10-21]. （原始内容存档于2019-10-21） （英国英语）.
177. 1 2  . pewdiepie. 2019-10-19  [2019-10-23]. （原始内容存档于2019-10-19）.
178. 1 2 3  蜜雅. . INSIDE. 2019-10-22  [2021-06-02]. （原始内容存档于2021-06-03） （中文（臺灣））.
179. 1 2  . 哔哩哔哩弹幕网. 2025-08-17  [2021-03-06]. （原始内容存档于2020-11-24）.
180. 1 2  Spangler, Todd. . Variety. 2019-12-05  [2019-12-05]. （原始内容存档于2019-12-06） （英语）.
181. ↑  Sandler, Rachel. . Forbes.   [2019-12-18]. （原始内容存档于2019-12-18） （英语）.
182. ↑  . The Daily Dot. 2020-02-21  [2020-03-09]. （原始内容存档于2020-03-18） （美国英语）.
183. ↑  . BBC News. 2020-05-05  [2020-05-05]. （原始内容存档于2021-02-18） （英国英语）.
184. 1 2  Hernandez, Patricia. . Polygon. 2020-10-22  [2021-01-12]. （原始内容存档于2021-04-11） （英语）.
185. ↑  . INSIDE. 2020-10-23  [2020-12-12]. （原始内容存档于2020-12-05） （中文（繁體））.
186. ↑   (新闻稿). 美通社. 2021-01-13  [2021-01-14]. （原始内容存档于2021-01-27）.
187. ↑  Gill, Prabhjote. . 商業內幕(印度). 2021-02-19  [2021-02-25]. （原始内容存档于2021-05-20） （英语）.
188. 1 2  Dodgson, Lindsay. . Insider. 2021-02-19  [2021-02-22] （英语）.
189. ↑  . yahoo!遊戲. 2021-02-22  [2021-06-07]. （原始内容存档于2021-06-07） （中文（臺灣））.
190. ↑  Piersey, Shonele. . Sportskeeda. 2021-07-16  [2021-07-30]. （原始内容存档于2021-07-30） （美国英语）.
191. ↑  Patterson, Calum. . Dexerto. 2021-07-17  [2021-07-30]. （原始内容存档于2021-07-30） （英语）.
192. ↑  Michel, Patrick St. . The Japan Times. 2022-06-11  [2022-12-18]. （原始内容存档于2022-11-18） （美国英语）.
193. ↑  Polhamus, Blaine. . Dot Esports. 2022-09-14  [2022-12-18]. （原始内容存档于2022-11-27） （美国英语）.
194. ↑  Luna, Elizabeth de. . Mashable. 2022-11-15  [2022-12-18]. （原始内容存档于2023-01-13） （英语）.
195. ↑  . Kotaku. 2022-11-15  [2022-12-18]. （原始内容存档于2023-01-05） （英语）.
196. 1 2  Ristau, Reece. . Variety. 2015-07-22  [2015-07-23]. （原始内容存档于2015-07-23） （英语）.
197. 1 2 3  Dredge, Stuart. . 衛報. 2013-07-08  [2013-08-04]. （原始内容存档于2013-11-10） （英语）.
198. 1 2 3 4 5 6 7 8 9 10  Walker, Rob. . 雅虎科技. 2014-09-03  [2015-02-16]. （原始内容存档于2015-02-17） （英语）.
199. 1 2 3 4 5 6  Wallenstein, Andrew. . Variety. 2013-09-11  [2013-09-14]. （原始内容存档于2013-09-14） （英语）.
200. 1 2 3 4 5 6 7  Grossman, Lev. . 時代. 2016-05-26  [2020-04-10]. （原始内容存档于2021-02-28） （英语）. Most people over 30 haven't heard of him, but he is a bona fide global celebrity of an entirely new kind
201. ↑  Amini, Tina. . Kotaku. 2013-07-01  [2013-07-08]. （原始内容存档于2013-07-05） （英语）.
202. ↑  . 澳大利亚广播公司. 2019-04-02  [2020-05-05]. （原始内容存档于2021-03-02） （英语）.
203. ↑  . Ear Biscuits (SoundCloud). 2014-10-10  [2017-02-17]. （原始内容存档于2016-02-10）.
204. ↑  Weiss, Geoff. . Tubefilter. 2017-03-08  [2018-08-03]. （原始内容存档于2018-08-03） （英语）.
205. ↑  Popper, Ben. . The Verge. 2016-11-29  [2018-08-01]. （原始内容存档于2018-08-01） （英语）.
206. ↑  Alexander, Julia. . Polygon. 2018-06-01  [2018-08-01]. （原始内容存档于2018-08-01） （英语）.
207. 1 2  Holt, Douglas. . 哈佛商業評論: 40−48, 50.   [2020-04-10]. （原始内容存档于2021-04-29）.
208. ↑  Ault, Susanne. . Variety. 2014-08-05  [2015-02-08]. （原始内容存档于2015-02-07） （英语）.
209. 1 2  . Morning Consult. 2019-11-05  [2020-04-10]. （原始内容存档于2021-02-22） （英语）.
210. ↑  Lindström, Lars. . Expressen. 2012-03-31  [2019-01-04]. （原始内容存档于2021-06-03） （英语）.
211. ↑  . Social Blade. 2013-07-27  [2018-11-07]. （原始内容存档于2013-07-27） （英语）.
212. ↑  Gutelle, Sam. . Tubefilter. 2013-12-27  [2013-12-30]. （原始内容存档于2013-12-30） （英语）.
213. ↑  Cohen, Joshua. . Tubefilter. 2013-07-10  [2019-01-03]. （原始内容存档于2021-03-09） （英语）.
  - Cohen, Joshua. . Tubefilter. 2013-08-12  [2019-01-03]. （原始内容存档于2021-05-25） （英语）.
  - Cohen, Joshua. . Tubefilter. 2013-09-11  [2019-01-03]. （原始内容存档于2021-05-26） （英语）.
  - Cohen, Joshua. . Tubefilter. 2013-11-07  [2019-01-03]. （原始内容存档于2021-03-09） （英语）.
  - Cohen, Joshua. . Tubefilter. 2014-01-16  [2019-01-03]. （原始内容存档于2021-01-19） （英语）.
214. ↑  Dredge, Stuart. . 衛報. 2014-01-20  [2019-01-03]. （原始内容存档于2014-01-21） （英语）.
215. ↑  Stark, Chelsea. . Mashable. 2013-12-11  [2019-01-04]. （原始内容存档于2021-06-03） （英语）.
216. ↑    - Cohen, Joshua. . Tubefilter. 2014-02-19  [2019-01-04]. （原始内容存档于2021-03-08） （英语）.
  - Cohen, Joshua. . Tubefilter. 2014-10-28  [2019-01-04]. （原始内容存档于2021-05-09） （英语）.
217. ↑  Cohen, Joshua. . Tubefilter. 2014-08-07  [2019-01-03]. （原始内容存档于2021-06-03） （英语）.
218. ↑  . Social Blade.   [2019-01-04]. （原始内容存档于2014-07-20） （英语）.
219. ↑  . Social Blade.   [2017-01-31]. （原始内容存档于2015-01-05） （英语）.
220. ↑  . Social Blade.   [2017-01-31]. （原始内容存档于2015-01-02） （英语）.
221. ↑  Stark, Chelsea. . Mashable. 2015-07-22  [2019-04-04]. （原始内容存档于2021-06-03） （英语）.
222. ↑  . Social Blade.   [2019-01-04]. （原始内容存档于2015-09-08） （英语）.
223. ↑  Binder, Matt. . Mashable. 2019-01-09  [2020-04-15]. （原始内容存档于2021-06-03） （英语）.
224. ↑  . Social Blade. 2015-04-28  [2019-08-27]. （原始内容存档于2015-04-28） （英语）.
  - . Social Blade. 2019-08-27  [2019-08-27]. （原始内容存档于2019-08-27） （英语）.
225. ↑  Alexander, Julia. . The Verge. 2019-08-26  [2020-04-25]. （原始内容存档于2019-08-26） （英语）.
226. ↑  Hernandez, Patricia. . Kotaku. 2016-02-10  [2019-01-04]. （原始内容存档于2021-05-22）.
227. ↑  Feignin, Sara. . London Evening Standard. 2019-09-11  [2020-04-14]. （原始内容存档于2020-10-09）.
228. ↑  Gonzalez, Oscar. . CNET. 2019-09-12  [2020-04-14]. （原始内容存档于2021-05-22）.
229. ↑  DeSimone, Evan. . New Media Rockstars. 2015-03-04  [2020-04-15]. （原始内容存档于2021-06-03）.
230. ↑  Bromwich, Jonah Engel. . 紐約時報. 2017-07-30  [2020-04-15]. （原始内容存档于2017-07-21）.
231. ↑  . 雅虎新聞 (印度). 2020-01-19  [2020-04-13]. （原始内容存档于2021-06-02）.
232. 1 2  Phillips, Tom. . Eurogamer. 2016-12-09  [2020-04-10]. （原始内容存档于2021-03-08） （英语）.
233. 1 2  Nyren, Erin. . Variety. 2019-12-15  [2020-04-10]. （原始内容存档于2021-03-08） （英语）.
234. ↑  Leskin, Paige. . 商業內幕. 2020-04-09  [2020-04-10]. （原始内容存档于2021-06-02） （英语）.
235. ↑  Grossman, Lev. . 時代. 2016-05-26  [2020-04-10]. （原始内容存档于2021-02-28） （英语）. Most people over 30 haven't heard of him, but he is a bona fide global celebrity of an entirely new kind
236. 1 2  Gallagher, Paul. . 獨立報. 2013-11-15  [2013-11-23]. （原始内容存档于2013-11-22） （英语）.
237. 1 2  Ellis, Emma Grey. . 連線. 2017-02-16  [2018-08-01]. （原始内容存档于2017-02-16）.
238. ↑   (PDF). IPRMENTLAW.   [2019-04-10]. （原始内容存档 (PDF)于2019-04-10） （英语）.
239. 1 2  Romano, Aja. . Vox. 沃克斯传媒. 2019-10-24  [2020-04-21]. （原始内容存档于2020-03-13） （英语）.
240. ↑  Hernandez, Patricia. . Polygon. 2019-10-21  [2020-04-21]. （原始内容存档于2021-03-09） （英语）.
241. ↑  . 自由時報電子報. 2019-10-17  [2021-06-02]. （原始内容存档于2021-06-02） （中文（臺灣））.
242. 1 2  Gerken, Tom; Allen, Kerry. . BBC新聞. 2019-10-25  [2020-04-21]. （原始内容存档于2021-06-03） （英语）.
243. ↑  搜尋結果 https://www.baidu.com/s?wd=PewDiePie （页面存档备份，存于）
244. ↑  Miller, Ross. . The Verge. 2015-07-07  [2015-07-28]. （原始内容存档于2015-07-28） （英语）.
245. ↑  Herman, John. . 紐約時報. 2017-02-16  [2018-08-01]. （原始内容存档于2018-08-01）.
246. ↑  Read, Max. . Intelligencer. 2018-12-15  [2020-04-10]. （原始内容存档于2021-04-28） （英语）.
247. ↑  Patel, Nilay; Bohn, Dieter; Pierce, David (编). . The Verge: 13. 2014  [2020-04-10]. （原始内容存档于2021-03-16） （英语）.
248. ↑  Begley, Sarah. . 時代. 2015-03-05  [2015-04-06]. （原始内容存档于2015-03-21） （英语）.
249. ↑  . Variety. 2015-07-22  [2015-07-23]. （原始内容存档于2015-07-23） （英语）.
250. ↑  Parker, Trey. . 時代. 2016-04-21  [2016-05-08]. （原始内容存档于2016-05-10）.
251. ↑  O'Connor, Claire. . 富比士. 2017-06-20  [2017-06-22]. （原始内容存档于2017-06-20） （英语）.
252. ↑  . 福布斯. 2017  [2017-06-22]. （原始内容存档于2017-08-08） （英语）.
253. ↑  . 星期日泰晤士報. 2019-09-08  [2020-04-04]. ISSN 0140-0460. （原始内容存档于2020-02-24） （英语）.
254. ↑  Young, Sarah. . 獨立報. 2019-09-08  [2020-04-04]. （原始内容存档于2021-03-08） （英语）.
255. ↑  . Yahoo奇摩遊戲電競. 2020-08-03  [2021-06-07]. （原始内容存档于2021-06-07） （中文（臺灣））.
256. ↑  McAlone, Nathan. . 商業內幕. 2017-02-20  [2018-08-03]. （原始内容存档于2018-08-03） （英语）.
257. ↑  Gutelle, Sam. . Tubefilter. 2013-07-01  [2014-07-07]. （原始内容存档于2013-07-06） （英语）.
258. ↑  Dredge, Stuart. . 衛報. 2016-04-09  [2020-04-10]. （原始内容存档于2021-06-07） （英语）.
259. ↑  Katz, Josh; Quealy, Kevin. . 紐約時報. 2020-01-03  [2020-04-10]. （原始内容存档于2021-01-27） （英语）.
260. ↑  Lee, Jan. . 海峽時報. 2013-05-23  [2013-05-29]. （原始内容存档于2013-05-24）.
261. ↑  Leeman, Anthony. . Facts Chronicle. 2018-04-18  [2018-08-01]. （原始内容存档于2018-08-01） （英语）.
262. ↑  Alexander, Julia. . Polygon. 2018-08-30  [2018-11-08]. （原始内容存档于2018-11-26） （英语）.
263. ↑  連線員工. . 連線. 2018-07-18  [2018-08-01]. （原始内容存档于2018-08-01）.
264. ↑  Wai Yee, Yip. . The Straits Times. 2013-05-27  [2013-05-29]. （原始内容存档于2013-07-18）.
265. 1 2 3 4  Chia, Rachel Genevieve. . 商業內幕 (新加坡). 2020-01-08  [2020-04-10]. （原始内容存档于2020-04-26） （英语）.
266. ↑  Lukman, Enricko. . TechInAsia. 2013-05-06  [2013-05-29]. （原始内容存档于2013-06-07）.
267. ↑  Gutelle, Sam. . Tubefilter. 2013-07-01  [2013-07-02]. （原始内容存档于2013-07-06） （英语）.
268. ↑  . MSN新聞. 2013-06-03  [2013-06-04]. （原始内容存档于2013-11-06） （英语）.
269. ↑  C-Scott, Marc. . The Conversation. 2014-10-10  [2014-10-12]. （原始内容存档于2014-10-10） （英语）.
270. ↑  . Did You Know Gaming? - VGFacts.   [2014-01-02]. （原始内容存档于2014-01-02） （英语）.
271. ↑  .   [2016-02-16]. （原始内容存档于2016-02-02）.
272. ↑  Shaver, Morgan. . AllGamers. 2017-04-27  [2018-08-03]. （原始内容存档于2018-08-03） （英语）.
273. ↑  Zoia, Christopher. . The Atlantic. 2014-03-14  [2018-11-22]. （原始内容存档于2018-11-16） （美国英语）.
274. ↑  Grundberg, Sven. . 華爾街日報. 2014-06-16  [2014-07-07]. （原始内容存档于2014-06-25） （英语）.
275. ↑  Crecente, Brian. . Polygon. 2014-06-17  [2014-07-07]. （原始内容存档于2014-07-05） （英语）.
276. ↑  Thunborg, Av Peter. . Expressen. 2015-07-03  [2015-07-16]. （原始内容存档于2015-07-15） （瑞典语）.
277. ↑  Whitaker, Jed. . Destructoid. 2015-07-04  [2015-07-05]. （原始内容存档于2015-07-06） （英语）.
278. ↑  Reed, Brad. . Boy Genius Report. 2015-07-06  [2015-07-16]. （原始内容存档于2015-07-08） （英语）.
279. ↑  . 美國新聞與世界報導. 2015-10-15  [2015-10-21]. （原始内容存档于2015-12-22） （英语）.
280. ↑  . 新唐人電視台. 2015-10-15  [2016-05-13]. （原始内容存档于2016-02-10）.
281. ↑  Hamedy, Saba. . Mashable. 2016-12-06  [2016-12-07]. （原始内容存档于2016-12-07） （英语）.
282. ↑  Berg, Madeline. . 福布斯. 2016-12-05  [2016-12-06]. （原始内容存档于2016-12-06） （英语）.
283. ↑  Alexander, Julia. . The Verge. 2019-06-25  [2020-03-30]. （原始内容存档于2021-06-07） （英语）.
284. ↑  Reiss, Julia. . Complex. 2017-12-08  [2017-12-09]. （原始内容存档于2017-12-09） （英语）.
285. ↑  Berg, Madeline. . 福布斯. 2017-12-07  [2017-12-07]. （原始内容存档于2017-12-09） （英语）.
286. ↑  Moss, Caroline. . 商業內幕. 2014-10-11  [2014-10-12]. （原始内容存档于2014-10-11） （英语）.
287. ↑  Regan, Helen. . 時代. 2015-07-08  [2015-07-09]. （原始内容存档于2015-07-12） （英语）.
288. ↑  Dredge, Stuart. . 衛報. 2015-06-08  [2015-06-16]. （原始内容存档于2015-06-16） （英语）.
289. 1 2  Matulef, Jeffrey. . Eurogamer. 2015-04-13  [2015-04-14]. （原始内容存档于2015-04-14） （英语）.
290. ↑  Priestman, Chris. . Pocket Gamer. 2015-04-13  [2015-04-14]. （原始内容存档于2015-04-15） （英语）.
291. 1 2 3  Spangler, Todd. . Variety. 2016-09-30  [2016-10-07]. （原始内容存档于2021-08-01） （英语）.
292. ↑  Sylvain, Michael. . 滾石. 2016-10-07  [2018-03-20]. （原始内容存档于2018-03-20） （英语）.
293. 1 2  Hernandez, Patricia. . Kotaku. 2017-10-31  [2018-07-31]. （原始内容存档于2018-08-01） （英语）.
294. 1 2  Gregson-Wood, Stephen. . Pocket Gamer. 2019-11-05  [2021-02-24]. （原始内容存档于2021-06-08） （英语）.
295. 1 2 3  Hernandez, Patricia. . Polygon. 2019-12-12  [2021-02-24]. （原始内容存档于2021-06-08） （英语）.
296. ↑  Kellogg, Carolyn. . 洛杉磯時報. 2015-06-11  [2015-06-11]. （原始内容存档于2015-06-12） （英语）.
297. ↑  . 紐約時報. 2015-11-15  [2019-04-27]. （原始内容存档于2019-04-10） （英语）.
298. ↑  Brouwer, Bree. . Tubefilter. 2015-11-03  [2019-04-21]. （原始内容存档于2019-04-21） （英语）.
299. ↑  O'Malley, Katie. . 獨立報. 2019-08-20  [2019-10-02]. （原始内容存档于2021-06-08） （英语）.
300. ↑  Busch, Anita. . Deadline Hollywood. 2014-09-02  [2014-09-21]. （原始内容存档于2014-09-19） （英语）.
301. ↑  Bauckhage, Tobias. . Variety. 2014-08-29  [2014-09-22]. （原始内容存档于2014-10-10） （英语）.
302. ↑  Shields, Mike. . 華爾街日報. 2014-08-28  [2014-09-21]. （原始内容存档于2014-09-29） （英语）.
303. ↑  Brouwer, Bree. . Tubefilter. 2015-01-28  [2015-02-08]. （原始内容存档于2015-02-08） （英语）.
304. ↑  Shields, Mike. . Adweek. 2013-08-21  [2015-02-08]. （原始内容存档于2015-02-08） （英语）.
305. ↑  . BBC. 2015-07-08  [2015-07-16]. （原始内容存档于2015-07-10） （英语）.
306. 1 2  Gutelle, Sam. . Tubefilter. 2013-04-23  [2015-02-11]. （原始内容存档于2014-12-27） （英语）.
307. 1 2  Hester, Larry. . Complex. 2013-12-11  [2017-02-01]. （原始内容存档于2016-09-16） （英语）.
308. 1 2  D'Onfro, Jillian. . 商業內幕. 2014-12-09  [2017-02-01]. （原始内容存档于2016-03-20） （英语）.
309. 1 2  Addady, Michal. . 財富. 2015-12-09  [2017-02-01]. （原始内容存档于2017-04-29） （英语）.
310. 1 2  Weiss, Geoff. . Tubefilter. 2016-12-07  [2018-12-16]. （原始内容存档于2018-12-17） （英语）.
311. 1 2  Wood, Charlie. . 商業內幕. 2019-12-06  [2020-03-27]. （原始内容存档于2019-12-06） （英语）.
312. ↑  Kjellmer, Jakob (编). . 瑞典電視台. 2014-06-03  [2014-08-09]. （原始内容存档于2014-07-15） （瑞典语）.
313. ↑  Makar, Maria (编). . 瑞典電視台. 2014-08-07  [2014-08-09]. （原始内容存档于2014-08-11） （瑞典语）.
314. ↑  Mölne, Viktor (编). . Svenska Dagbladet. 2014-08-09  [2014-08-09]. （原始内容存档于2014-08-12） （瑞典语）.
315. 1 2 3  Spangler, Todd. . Variety. 2014-12-02  [2015-01-01]. （原始内容存档于2014-12-24） （英语）.
316. ↑  Crecente, Brian. . Polygon. 2014-12-11  [2015-01-01]. （原始内容存档于2014-12-29） （英语）.
317. 1 2  Jarvey, Natalie. . 好萊塢報導. 2015-07-21  [2015-07-23]. （原始内容存档于2015-07-27） （英语）.
318. ↑  Crecente, Brian. . Polygon. 2015-10-02  [2015-10-04]. （原始内容存档于2015-10-03） （英语）.
319. ↑  Savov, Vlad. . The Verge. 2015-10-02  [2020-04-04]. （原始内容存档于2021-06-08） （英语）.
320. ↑  Ashcraft, Brian. . Kotaku. 2016-02-24  [2018-07-31]. （原始内容存档于2018-07-15） （英语）.
321. ↑  Griffin, Louise. . Metro. 2019-07-24  [2020-03-29]. （原始内容存档于2021-03-08） （英语）.
322. ↑  Dredge, Stuart. . 衛報. 2014-03-25  [2015-02-18]. （原始内容存档于2015-02-18） （英语）.
323. ↑  . PRWeb. 2012-09-21  [2012-11-11]. （原始内容存档于2013-10-12） （英语）.
324. ↑  Gaylord, Christopher. . 基督科学箴言报 (基督科學出版社). 2014-02-28  [2014-04-20]. （原始内容存档于2014-04-19） （英语）. PewDiePie has given away more than $40,000 to the World Wildlife Foundation and St. Jude Children's Research Hospital
325. ↑  Atamer, Bengu. . 赫芬顿邮报. 2015-01-22  [2015-02-18]. （原始内容存档于2015-02-18） （英语）.
326. ↑  Cohen, Joshua. . Tubefilter. 2013-07-14  [2013-07-27]. （原始内容存档于2013-07-24） （英语）.
327. ↑  . Charity: Water.   [2014-04-20]. （原始内容存档于2013-12-07） （英语）.
328. ↑  Cohen, Joshua. . Tubefitler. 2013-07-14  [2013-07-27]. （原始内容存档于2013-07-24） （英语）.
329. ↑  Weiss, Geoff. . Tubefilter. 2016-02-19  [2018-08-01]. （原始内容存档于2018-08-02） （英语）.
330. ↑  . Charity: Water.   [2018-08-01]. （原始内容存档于2018-04-25） （英语）.
331. ↑  . Save the Children.   [2014-07-07]. （原始内容存档于2014-07-01） （英语）.
332. ↑  . RED. 2016-12-09  [2017-02-15]. （原始内容存档于2017-02-16） （英语）.
333. ↑  Gutelle, Sam. . Tubefilter. 2016-12-12  [2016-12-18]. （原始内容存档于2016-12-17） （英语）.
334. 1 2  Farokhmanesh, Megan. . The Verge. 2018-12-03  [2018-12-04]. （原始内容存档于2018-12-04） （英语）.
335. ↑  Hale, James. . Tubefilter. 2018-12-03  [2018-12-04]. （原始内容存档于2018-12-04） （英语）.
336. ↑  Tamburro, Paul. . Game Revolution. 2019-07-22  [2019-09-14]. （原始内容存档于2021-03-08） （英语）.
337. ↑  Weiss, Geoff. . Tubefilter. 2017-05-10  [2020-04-10]. （原始内容存档于2021-06-09） （英语）.
338. 1 2  Kelly, Makena. . The Verge. 2019-09-11  [14 September 2019]. （原始内容存档于2021-06-09） （英语）.
339. ↑  D'Anastasio, Cecilia. . Kotaku. 2019-09-11  [2019-09-13]. （原始内容存档于2021-06-09） （英语）.
340. ↑  Lubben, Alex. . Vice新聞. Vice傳媒有限公司. 2019-09-13  [2019-09-14]. （原始内容存档于2020-09-03） （英语）.
341. ↑  Alexander, Julia. . The Verge. 2019-09-12  [2019-09-13]. （原始内容存档于2021-06-09） （英语）.
342. ↑  Spangler, Todd. . Variety. 2019-09-12  [2019-09-13]. （原始内容存档于2019-09-13） （英语）.
343. ↑  Ohlheiser, Abby. . 華盛頓郵報. 2019-09-11  [2019-09-14]. （原始内容存档于2021-01-27） （英语）.
344. ↑  Leskin, Paige. . 商業內幕. 2019-11-10  [2019-11-19]. （原始内容存档于2020-10-15） （英语）.
345. ↑  @pewdiepie.  (推文). 2019-10-31  [2019-11-19]. （原始内容存档于2019-12-06） –Twitter.
346. ↑  Jackson, Gita. . Vice新聞. 2020-08-05  [2021-01-12]. （原始内容存档于2020-12-17） （英语）.
347. ↑  Kjellberg, Felix. . YouTube. 2020  [2021-01-12]. （原始内容存档于2020-06-08） （英语）.
348. ↑  Sydell,  Laura. . National Public Radio. 2013-12-30  [2013-12-30]. （原始内容存档于2013-12-31）.
349. ↑  Nurminen, Jussi. . Yle. 2013-11-05  [2013-11-23]. （原始内容存档于2013-12-03）.
350. ↑  Dredge, Stuart. . 衛報. 2014-03-13  [2014-03-13]. （原始内容存档于2014-03-13） （英语）.
351. 1 2  Garvey, Marianne. . CNN. 2019-08-20  [2019-08-20]. （原始内容存档于2019-08-20） （英语）.
352. ↑  Marzia. . Instagram. 2018-04-27  [2018-04-30]. （原始内容存档于2018-05-03）.
353. ↑  Dodgson, Lindsay. . Insider Inc. 2019-12-04  [2020-01-16] （英语）.
354. ↑  PewDiePie. . PewDiePie (YouTube). 2022-05-10  [2022-05-10]. （原始内容存档于2022-05-15）.
355. ↑  Lindqvist, Johan. . Göteborgs-Posten. 2014-10-08  [2014-10-10]. （原始内容存档于2016-03-04） （瑞典语）.
356. ↑  Roose, Kevin. . 紐約時報. 2019-10-09  [2020-04-04]. （原始内容存档于2020-04-04） （英语）.
357. ↑  Griffin, Louise. . Metro. 2019-12-10  [2020-05-05]. （原始内容存档于2021-06-09） （英语）.
358. ↑  Cerami, Matt. . The Humanist. 2015-07-17  [2020-10-21]. （原始内容存档于2021-01-22） （英语）.
359. ↑  Rody-Mantha, Bree. . StreamDaily. 2015-10-28  [2016-04-11]. （原始内容存档于2016-04-23） （英语）.
360. ↑  Kleckner, Stephen. . VentureBeat. 2015-10-21  [2015-11-19]. （原始内容存档于2015-11-20） （英语）.
361. ↑  Szliselman, Łukasz. . Gamepressure. 2017-04-25  [2019-06-14]. （原始内容存档于2019-06-14） （英语）.
362. ↑  Craddock, Ryan. . Gamer Network - NintendoLife. 2018-10-24  [2019-06-14]. （原始内容存档于2018-10-24） （英语）.
363. ↑  Hryb, Larry. . MajorNelson. 2019-01-31. （原始内容存档于2019-02-03） （英语）.
364. ↑  . Sverigetopplistan.   [2020-06-25]. （原始内容存档于2021-03-08）.
365. ↑  . The Official New Zealand Music Chart.   [2020-06-25]. （原始内容存档于2019-06-23） （英语）.
366. ↑  . Official Charts Company.   [2020-06-25]. （原始内容存档于2019-10-18） （英语）.
367. ↑  . Billboard.   [2019-12-04]. （原始内容存档于2020-02-23）.
368. ↑  Biong, Ian. . Philippine Daily Inquire. 2019-10-31  [2020-04-12]. （原始内容存档于2021-02-25）.
369. ↑  Ngak, Chenda. . CBS News. 2013-04-09  [2013-04-15]. （原始内容存档于2013-04-12）.
370. ↑  Vulpo, Mike. . 2014-08-10  [2014-08-11]. （原始内容存档于2014-08-12）.
371. ↑  . Streamys.   [2014-09-20]. （原始内容存档于2014-09-24）.
372. ↑  Arce, Nicole. . Tech Times. 2014-10-28  [2017-02-13]. （原始内容存档于2017-02-13）.
373. ↑  Steiner, Amanda Michelle. . Entertainment Weekly. 2015-08-16  [2015-08-17]. （原始内容存档于2015-09-02）.
374. 1 2  . Streamys.   [2015-08-17]. （原始内容存档于2015-08-16）.
375. ↑  Hurley, Leon. . GamesRadar+. 2015-10-30  [2017-02-13]. （原始内容存档于2017-03-10）.
376. ↑  . Shorty Awards.   [2017-01-15]. （原始内容存档于2016-11-27） （英语）.
377. ↑  . peoplechoice. One Three Digital, LLC.   [2017-01-15]. （原始内容存档于2016-11-17）.
378. ↑  Crist, Allison; Nordyke, Kimberly. . The Hollywood Reporter. 2019-08-11  [2019-08-12]. （原始内容存档于2019-08-12） （英语）.

### 主要影片和播放清單來源
在文本中，這些參考文獻前面有一個雙匕首（‡）：
1. 1 2  PewDiePie. . PewDiePie (YouTube). 2016-11-24  [2016-11-26]. （原始内容存档于2016-11-25）.
2. ↑  PewDiePie. . PewDiePie (YouTube). 2016-06-11  [2016-06-11]. （原始内容存档于2016-06-12）.
3. 1 2 3 4 5  PewDiePie. . PewDiePie (YouTube). 2017-01-31  [2017-01-31]. （原始内容存档于2017-02-02）.
4. ↑  . PewDiePie. 2014-10-26  [2016-01-20]. （原始内容存档于2019-02-17）.
5. ↑  . eitbcom. YouTube. 2012-06-22  [2012-10-08]. （原始内容存档于2012-09-05） （英语）.
6. 1 2  . PewDiePie (YouTube). 2010-10-02  [2019-11-22]. （原始内容存档于2020-03-12）.
7. ↑  . PewDiePie (YouTube). 2017-01-28  [2021-05-24]. （原始内容存档于2021-05-24）.
8. 1 2  . Trackalytics.
9. ↑  PewDiePie. . PewDiePie (YouTube). 2016-12-02  [2016-12-09]. （原始内容存档于2016-12-09）.
10. 1 2  My Response （页面存档备份，存于），YouTube影片
11. ↑  Justin Roberts, , 2018-11-30  [2019-03-15], （原始内容存档于2019-03-21）
12. 1 2 3  PewDiePie. . YouTube. 2018-10-05  [2021-06-09]. （原始内容存档于2019-04-10）.
13. 1 2 3  . PewDiePie (YouTube). 2019-03-31  [2019-04-04]. （原始内容存档于2019-04-03）.
14. ↑  PewDiePie, , 2019-04-28  [2019-05-08], （原始内容存档于2019-05-07）
15. 1 2  . pewdiepie. 2019-10-20  [2019-10-23]. （原始内容存档于2019-10-30）.
16. ↑  PewDiePie. . PewDiePie (YouTube). 2017-07-05  [2018-08-01]. （原始内容存档于2017-07-15）.
17. ↑  PewDiePie. . PewDiePie (YouTube). 2017-03-18  [2017-04-06]. （原始内容存档于2017-04-10）.
18. 1 2  . PewDiePie (YouTube). 2016-02-10  [2019-01-03]. （原始内容存档于2021-05-02）.
19. ↑  . PewDiePie. YouTube.   [2019-01-04]. （原始内容存档于2021-06-02）.
20. 1 2  . PewDiePie (YouTube). 2013-06-04  [2019-01-03]. （原始内容存档于2021-03-07）.
21. ↑  . PewDiePie (YouTube). 2016-12-18  [2019-01-03]. （原始内容存档于2019-04-07）.
22. ↑  . PewDiePie (YouTube). 2018-12-27  [2019-01-03]. （原始内容存档于2019-04-07）.
23. 1 2  . PewDiePie (YouTube). 2014-04-05  [2019-01-03]. （原始内容存档于2021-06-09）.
24. ↑  . PewDiePie (YouTube). 2013-09-14  [2019-01-03]. （原始内容存档于2021-06-03）.
25. ↑  . PewDiePie (YouTube). 2019-09-10  [2020-04-14]. （原始内容存档于2019-09-10）.
26. 1 2  . PewDiePie (YouTube). 2012-10-28  [2019-01-03]. （原始内容存档于2021-06-03）.
27. ↑  . PewDiePie (YouTube). 2011-12-05  [2019-08-22]. （原始内容存档于2022-05-12）.
28. ↑  . PewDiePie (YouTube). 2015-02-14  [2019-08-22]. （原始内容存档于2021-06-04）.
29. ↑  . PewDiePie (YouTube). 2017-06-06  [2019-08-22]. （原始内容存档于2021-05-24）.
30. ↑  . PewDiePie (YouTube). 2020-01-15  [2020-04-13]. （原始内容存档于2021-06-03）.
31. ↑  . PewDiePie (YouTube). 2021-02-13  [2021-04-28]. （原始内容存档于2021-05-31）.
32. ↑  .   [2022-05-16]. （原始内容存档于2022-04-26）.
33. ↑  . PewDiePie. YouTube. 2019-01-12  [2019-01-15]. （原始内容存档于2019-01-13）.
34. 1 2  . YOMYOMF (YouTube). 2013-07-11. （原始内容存档于2015-05-23）.
35. ↑  PewDiePie. . PewDiePie. YouTube. 2013-09-30  [2013-10-07]. （原始内容存档于2013-09-30）.
36. ↑  Kjellberg, Felix. . PewDiePie. YouTube.   [2013-07-08]. （原始内容存档于2013-07-08）.
37. ↑  . Shut Up! Cartoons (YouTube). 2013-10-07  [2017-02-01]. （原始内容存档于2017-05-27）.
38. ↑  . Shut Up! Cartoons (YouTube). 2015-06-12  [2017-02-01]. （原始内容存档于2017-02-09）.
39. ↑  . Good Mythical Morning (YouTube). 2014-10-08  [2016-12-07]. （原始内容存档于2016-11-25）.
40. ↑  . TomSka (YouTube). 2014-10-10  [2017-02-01]. （原始内容存档于2017-02-09）.
41. ↑  . Party In Backyard (YouTube). 2018-12-27  [2019-04-27]. （原始内容存档于2019-04-24）.

## 外部連結
- 官方网站
- YouTube上的PewDiePie頻道
- YouTube上的Pewdie頻道（原始頻道）
- PewDiePie在互联网电影资料库（IMDb）上的資料（英文）
- PewDiePie的Instagram帳戶
- PewDiePie的X（前Twitter）
- PewDiePie的Facebook專頁